# Fernando Alonso
Fernando Alonso Díaz (Oviedo, 29 luglio 1981) è un pilota automobilistico spagnolo, attivo in Formula 1 con l'Aston Martin. In carriera si è laureato due volte campione del mondo di Formula 1 (2005 e 2006) con la scuderia Renault e ha trionfato, inoltre, a Le Mans 2018, 2019 e alla 24 Ore di Daytona 2019.
Soprannominato Magic Alonso, o El Padre, o El Nano, è considerato uno dei migliori piloti della sua generazione, nonché uno dei più versatili. Ha detenuto il record di più giovane vincitore di un Campionato mondiale di Formula 1, conseguito al termine della stagione 2005, e quello di più giovane bi-campione del mondo di categoria. Con la stagione 2007 è divenuto il secondo pilota, dopo Michael Schumacher, ad aver ottenuto un punteggio superiore a 100 punti nel campionato mondiale per tre stagioni consecutive. Nel 2014, in seguito al suo addio alla Ferrari, è risultato essere il pilota con più punti conquistati (1190) nella storia della scuderia, superato successivamente da Sebastian Vettel (1400).
Oltre al campionato di Formula 1 e alle gare di durata, Alonso ha partecipato ad altre gare di grande rilevanza, come tre edizioni della 500 Miglia di Indianapolis e ad un Rally di Dakar. Alonso è anche ambasciatore UNICEF, nonché un dirigente della Grand Prix Drivers' Association. È considerato da parte della stampa, da parte dei tifosi e colleghi, nonché dagli esperti come uno dei più grandi talenti di sempre nelle corse automobilistiche.
Il 14 agosto 2018 annuncia tramite un videoclip caricato su Instagram il suo ritiro dal campionato di Formula 1 per la fine della stagione, salvo poi rientrare nel circus a partire dalla stagione 2021 alla guida della Alpine; è il primo spagnolo ad aver vinto un GP di Formula 1 e l'unico spagnolo campione del mondo della massima categoria. Ritorna nel 2021 con l'Alpine con un contratto valido fino a fine 2022 per poi passare in Aston Martin nel 2023. Detiene il record di pilota F1 con il maggior numero di gran premi disputati.

## Biografia
Fernando Alonso nasce il 29 luglio 1981 a Oviedo, nel nord della Spagna. La madre Ana Maria lavorava in un grande magazzino, mentre il padre José Luis era stato assunto come meccanico in una fabbrica di esplosivi nei pressi della stessa città delle Asturie. Quest'ultimo, corridore dilettante kart, volle trasmettere la sua passione per i motori ai figli e costruì un kart destinato alla sorella maggiore di Fernando, Lorena. La bambina non mostrò tuttavia particolare interesse per le corse e il fratello, con alcune modifiche alla vettura, poté così iniziare a coltivare la passione per le quattro ruote.

## Carriera

### Inizi

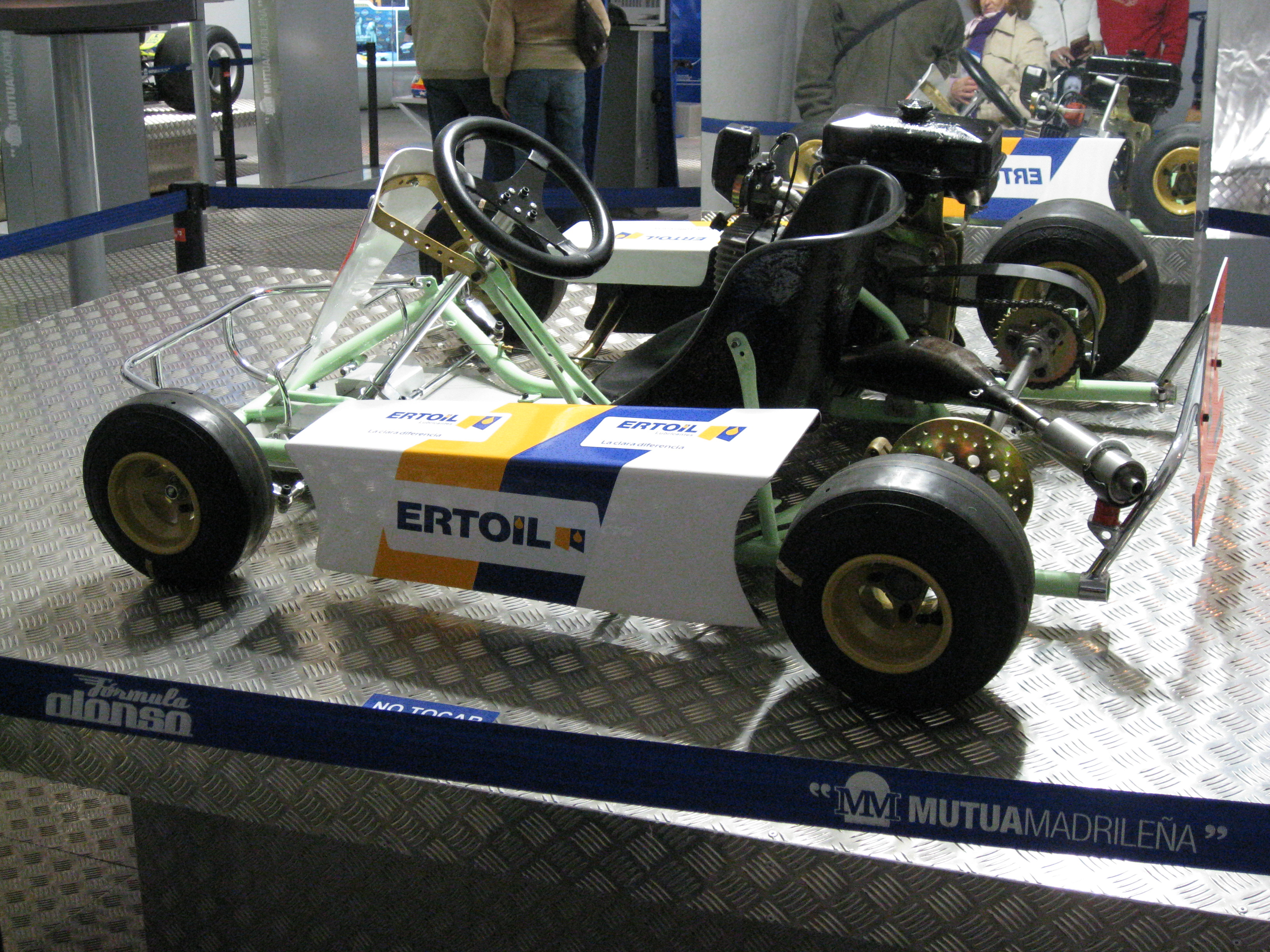
Il primo kart di Alonso

Con il sostegno del padre, partecipò da bambino a competizioni di kart in Spagna. La prima vittoria per Alonso giunse a 7 anni nel 1988, il primo degli otto successi che gli permise di aggiudicarsi il titolo della sua categoria.
Sebbene le risorse familiari non fossero sufficienti ad assicurare al giovane una carriera nel settore motoristico, a tal punto che fu proprio il padre a svolgere le funzioni del meccanico, José Luis era consapevole che solo con prestazioni in pista eccellenti del figlio sarebbero potuti arrivare alcuni sponsor. Passato nel 1990 alla categoria juniores, l'anno seguente sul tracciato di Los Santos de la Humosa conseguì il secondo posto finale nel campionato spagnolo di categoria.
Durante il 1992 passò alla categoria riservata alle 100 cm³, nonostante ciò non fosse ancora possibile per ragioni di età; per questo venne richiesta una speciale deroga per la partecipazione alle corse.
(Alonso sui suoi record)
La svolta arrivò quando, non ancora dodicenne, venne notato nel Campionato catalano da Genis Marcó, proprietario della Genikart e importatore di telai e motori.
Fu con lui che nel 1993 riuscì ad imporsi a livello nazionale.
Da questo momento in poi le vittorie per il giovane Alonso si susseguirono: 3º ai Mondiali di Braga 1995, 1º a quelli di Gand 1996, diversi titoli Nazionali e vittorie anche in Italia e Francia.
Adrián Campos, ex pilota Minardi, diede ad Alonso la possibilità di guidare per la prima volta un'automobile da corsa nell'ottobre del 1998. Dopo tre giorni di test nel circuito di Albacete riuscì a eguagliare il tempo sul giro del precedente pilota, Marc Gené. In seguito Campos lo portò a gareggiare nella World Series by Nissan; nella seconda gara, sempre ad Albacete, Alonso vinse per la prima volta. A fine campionato risultò il miglior pilota e batté per un punto il rivale del torneo Manuel Giao, vincendo e ottenendo il giro più veloce durante l'ultima gara della stagione. Al termine della competizione, l'appena diciottenne Alonso fu nuovamente impiegato dalla scuderia di Faenza come collaudatore; le prove lo videro girare 1 secondo e 5 centesimi più veloce di ogni altro tester.
Approdò nella stagione seguente, con il Team Astromega, nella Formula 3000, serie propedeutica alla Formula 1. Nelle prime sette gare non riuscì a portare al proprio team neanche un punto, mentre nelle ultime due corse conquistò un secondo posto e una vittoria, sufficienti per classificarsi quarto al termine del torneo alle spalle di Bruno Junqueira, Nicolas Minassian e Mark Webber.

### Formula 1

#### Il debutto con la Minardi (2000-2001)

##### 2000
Per la stagione 2000 Alonso fu chiamato dalla Minardi come terzo pilota.

##### 2001

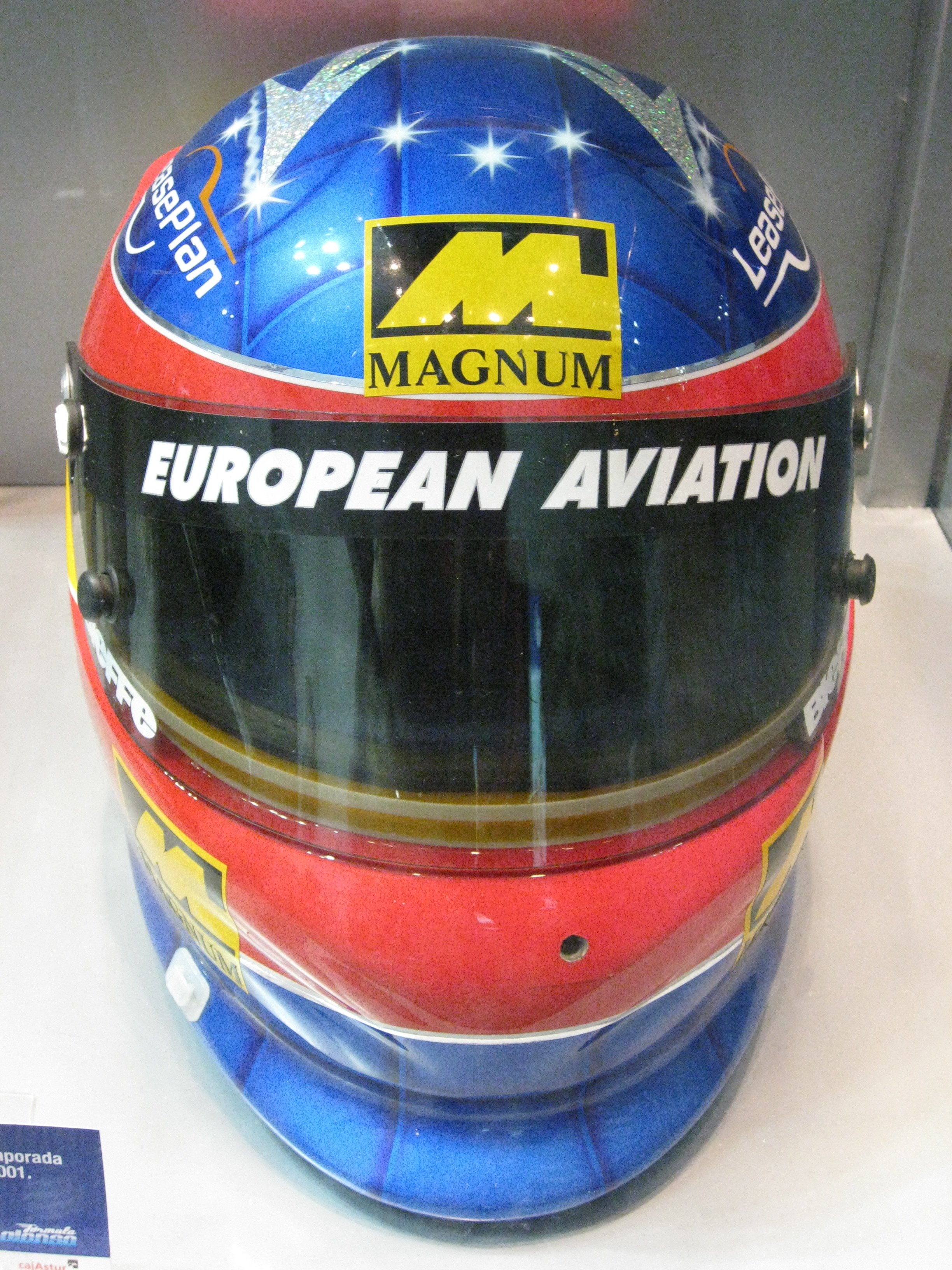
Il casco usato dallo spagnolo nel corso della sua stagione in Minardi.

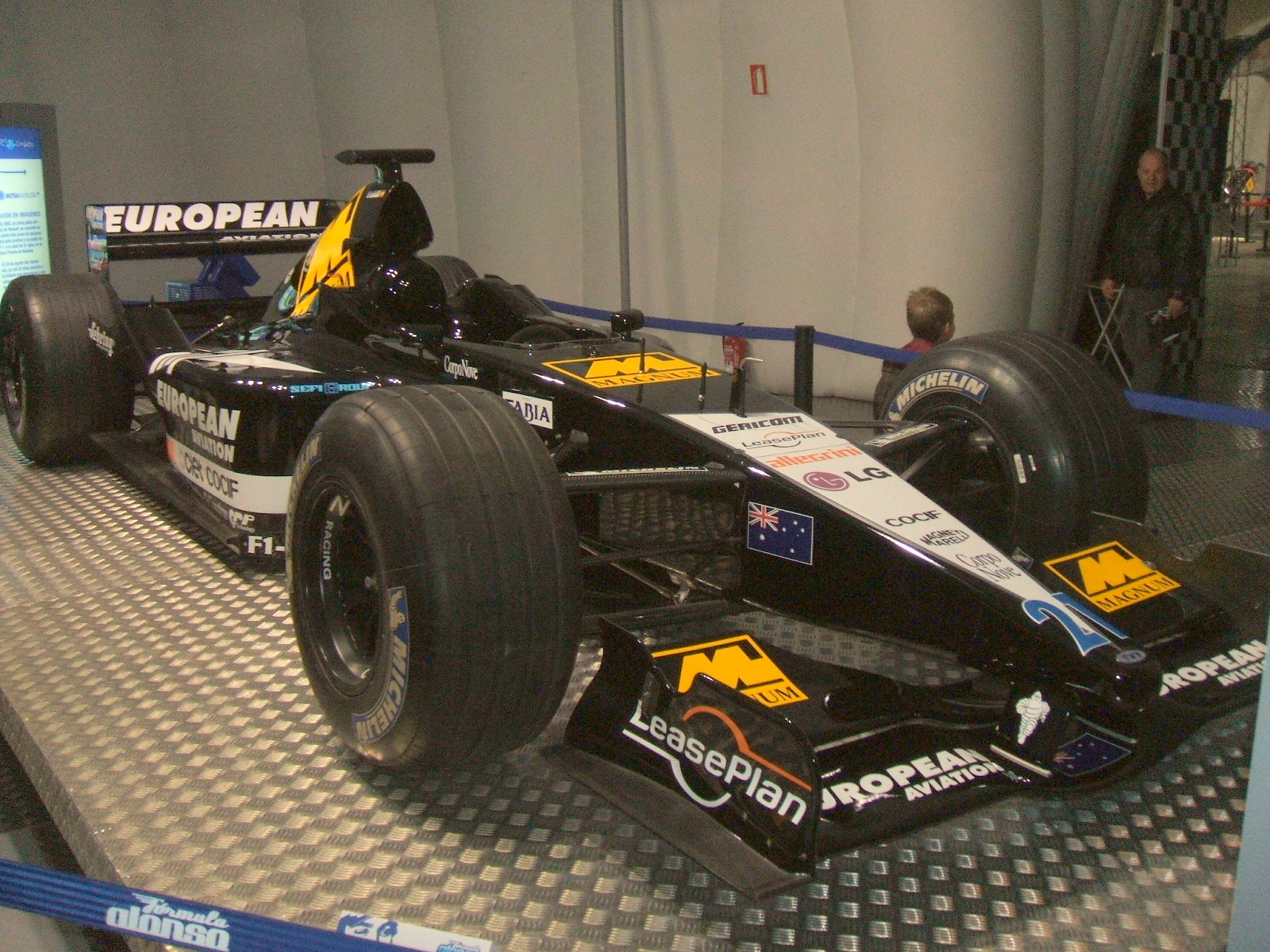
La Minardi PS01 di Alonso

Alonso fu il terzo pilota più giovane di sempre a partecipare a un Gran Premio di Formula 1 quando esordì al Gran Premio d'Australia con la Minardi.
Il team fu nella prima parte della stagione sotto il controllo del nuovo proprietario Paul Stoddart, e la vettura affidata ad Alonso, la PS01, non si mostrò né rapida né tantomeno affidabile. Nondimeno le sue prestazioni furono buone tanto che, nella gara d'esordio, Alonso riuscì a far segnare il 19º tempo in qualifica, precedendo piloti alla guida di vetture più competitive. Alla quarta gara di Imola riuscì a stare davanti a entrambe le Benetton, particolarità che si sarebbe ripetuta più tardi nel campionato. Nella corsa finale a Suzuka chiuse 11º e il direttore del team Stoddart, quattro anni dopo, descrisse la sua prova come «53 giri da qualifica».
A far notizia non fu tanto la posizione conquistata, quanto il numero di avversari di maggior esperienza messi alle spalle: Heinz-Harald Frentzen della Prost, la BAR-Honda di Olivier Panis, le due Arrows e Alex Yoong, nuovo compagno di squadra. Chiuse la stagione a 0 punti.
I discreti risultati lo fecero conoscere a tutto il mondo e attirarono l'attenzione di molte scuderie di punta di Formula 1. Nel mese di settembre dello stesso anno la stampa europea sostenne che la Sauber volesse cercare di rimpiazzare Kimi Räikkönen con lo spagnolo ancorché, sia Felipe Massa, sia il collaudatore della Jaguar André Lotterer parevano essere in vantaggio rispetto allo stesso Alonso.
Un mese più tardi Massa fu scelto dalla scuderia svizzera per il 2002.
Alla fine fu decisivo Flavio Briatore, team manager della Renault, il quale, convinto delle potenzialità di Alonso, lo portò nella scuderia francese. Briatore, in un primo momento, pensò di collocare Alonso al posto di Jenson Button, salvo poi scegliere di ingaggiare Fernando unicamente come collaudatore per il 2002.

#### Gli anni dei titoli mondiali alla Renault (2002-2006)

##### 2002
Alonso di conseguenza divenne collaudatore per la Renault, la quale aveva rilevato la Benetton, e nel 2002 completò 1642 giri di prove. Come previsto venne premiato la stagione seguente da Briatore, il quale lo pose, sostituendo Button, al fianco di Jarno Trulli. Nel giugno 2002 effettuò anche un test Jaguar sul circuito di Silverstone.

##### 2003

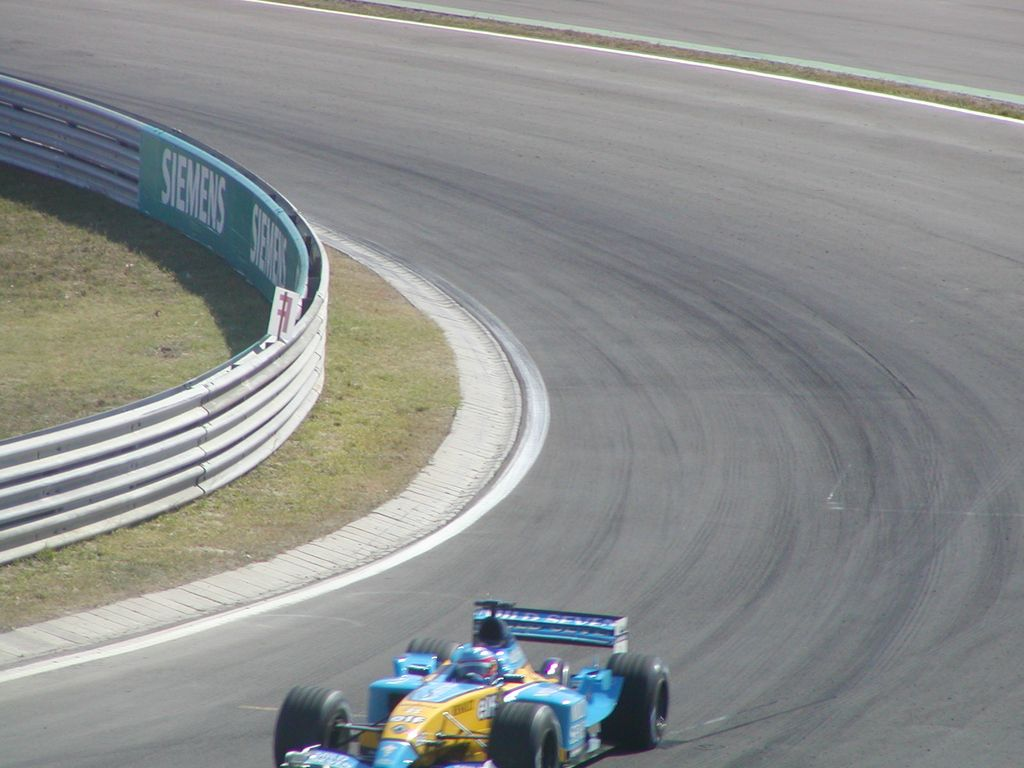
Alonso ottiene in Ungheria la sua prima vittoria in carriera.

Al Gran Premio della Malesia conquistò la sua prima pole position diventando il più giovane pilota a partire in prima fila in Formula 1. Il 2003 fu anche l'anno del primo grave incidente; durante il Gran Premio del Brasile, arrivato troppo velocemente nel luogo dell'incidente di Mark Webber, colpì una ruota di quest'ultimo e si schiantò a 290 km/h contro le barriere di protezione. Alonso venne trasportato in ospedale per accertamenti e la gara sospesa dai giudici. Ciononostante, il fuori pista non gli impedì di andare sul podio in quanto, per la classifica finale, vennero prese in considerazione le posizioni risalenti al giro precedente, con il pilota della Renault terzo.
Alla quinta gara chiuse secondo davanti al pubblico di casa, mentre nel Gran Premio d'Europa fu accusato da David Coulthard e dall'amministratore delegato della McLaren di aver rallentato improvvisamente durante la gara mentre era davanti al pilota britannico, causando così un incidente tra i due. Venne scagionato dai commissari FIA dopo un colloquio con i piloti e dopo un accurata analisi dei dati della telemetria. Divenne, in seguito alla vittoria all'Hungaroring, il più giovane pilota in Formula 1 ad aver vinto una corsa. Chiuse l'anno al sesto posto in classifica generale, con 55 punti e quattro podi.

##### 2004

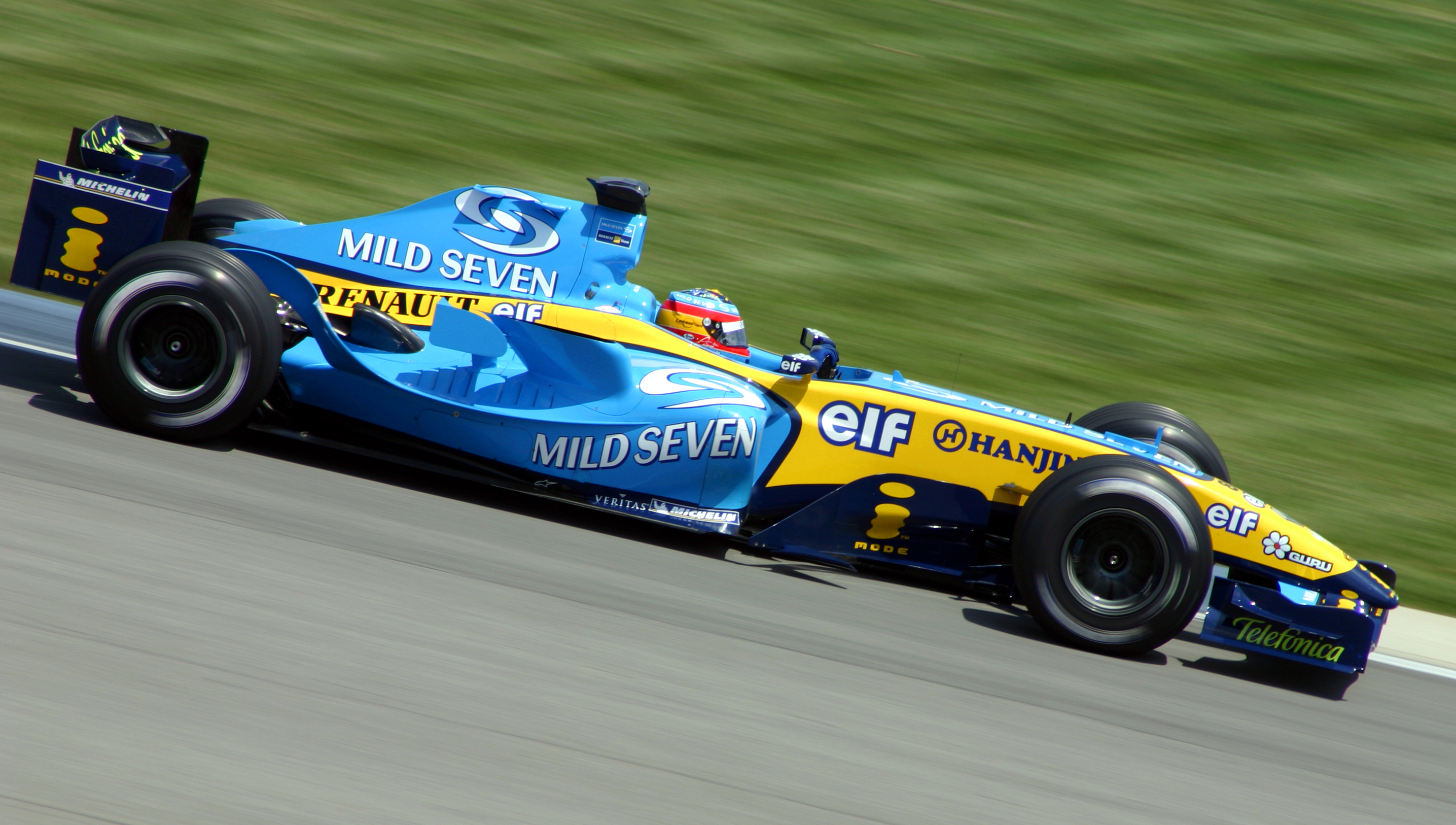
Alonso a Indianapolis nel 2004

Per la stagione 2004, decise di rimanere alla Renault e durante l'anno salì sul podio per quattro volte, senza tuttavia vincere un Gran Premio. A Indianapolis fu nuovamente protagonista di un incidente ad alta velocità mentre stava battagliando per la terza posizione. Da menzionare il secondo posto dietro Michael Schumacher in Francia, gara in cui il tedesco lottò fino alla fine per riuscire a strappargli il successo; nelle qualifiche Alonso aveva ottenuto la sua prima e unica pole position della stagione.
Verso la fine dell'anno le prestazioni della Renault ed i rapporti tra Briatore e il compagno di squadra Trulli peggiorarono. Il pilota abruzzese si accordò infatti con la Toyota per la nuova stagione. Alonso finì il campionato in quarta posizione, a 59 punti.

##### 2005
(Fernando Alonso dopo la conquista del suo primo titolo mondiale)
Trulli fu sostituito nel 2005 con l'italiano Giancarlo Fisichella. La Renault partì tra le favorite e i risultati furono superiori a ogni più rosea aspettativa: la vettura infatti fu, sin dalle prime gare, veloce e ben equilibrata, mentre, a causa delle modifiche regolamentari, i principali avversari dell'anno precedente (Ferrari, McLaren, BAR) si trovarono in ritardo o mancarono di affidabilità, specie la Rossa.

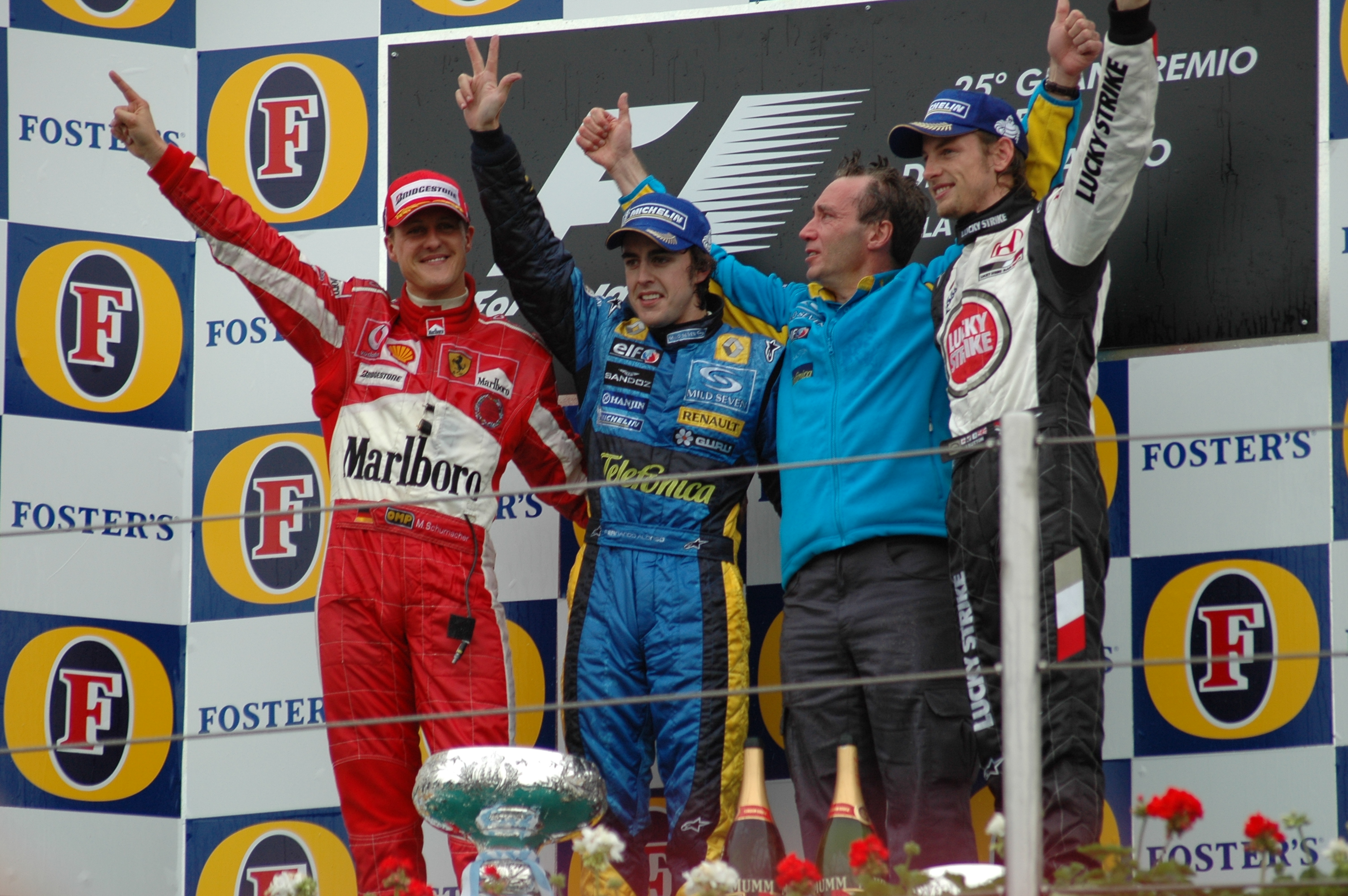
Alonso festeggia sul podio di Imola assieme a Schumacher e Button.

All'esordio in Australia giunse terzo per via di una posizione poco felice sulla griglia di partenza, giacché uno scroscio di pioggia aveva rallentato il suo giro cronometrato, facendolo partire 13º in una gara vinta proprio dal nuovo compagno di squadra Fisichella, ma nelle successive tre gare (Malesia, Bahrein, San Marino) con una sequenza di vittorie ottenute dalla pole position, si issò in testa alla classifica mondiale, posizione che mantenne fino alla fine del Campionato.
Il resto dell'annata fu poi caratterizzato dal tentativo di Kimi Räikkönen di recuperare lo svantaggio grazie a una McLaren che via via si dimostrò la vettura più veloce ma molto spesso afflitta da problemi di affidabilità che ne danneggiarono la rincorsa. Alonso contò invece sulla solidità della Renault per conquistare preziosi piazzamenti nella maggior parte delle gare e ulteriori vittorie al Nürburgring e ad Hockenheim, sfruttando i problemi di Räikkönen e in Francia (partendo indisturbato dalla pole position come era avvenuto a inizio anno).
Dato il considerevole vantaggio, nelle ultime gare della stagione parve evidente come Räikkönen dovesse vincere tutte le corse in programma, mentre Alonso avrebbe potuto accontentarsi di perdere pochi punti sul pilota finnico, o addirittura guadagnarne come a Monza, dove vinse l'altra McLaren di Juan Pablo Montoya a fronte di ennesimi problemi tecnici per il finlandese. Questa tattica attendista generò non poche critiche al giovane pilota, ma lo portò a vincere matematicamente il titolo il 25 settembre in Brasile con l'ennesimo podio: ottenne in questo modo il primato di campione del mondo più giovane con i suoi 24 anni, 1 mese e 28 giorni superando il precedente record di Emerson Fittipaldi. Sarebbe stato scavalcato nella speciale classifica da Lewis Hamilton tre anni più tardi. La stagione fu suggellata dalla pole e vittoria indisturbata al Gran Premio di Cina che regalò anche il primo Campionato costruttori alla Renault. Le sue vittorie incollarono alla televisione (sull'italo-iberica Telecinco e sulla catalana TV3) milioni di spagnoli, con punte di otto milioni di spettatori e 55% di share.
Più tardi dichiarò che quella del Brasile fu la sua gara più bella, perché sofferta e fino alla fine con il timore di non arrivare al traguardo.
Sempre nel 2005 fu insignito del Premio Principe delle Asturie per meriti sportivi.

##### 2006
(Fernando Alonso da SportWeek del 6 marzo 2004)
Le grandi prestazioni di Alonso ebbero una forte influenza sui gusti sportivi degli spagnoli. I suoi primi successi infatti incrementarono notevolmente gli appassionati di Formula 1 nel proprio paese d'origine, a tal punto che le gare a cui prende parte sono spesso le trasmissioni sportive più seguite. Il 25 settembre 2005, giorno dello storico titolo iridato, ebbero luogo grandi festeggiamenti nella città natale, Oviedo. I sostenitori si riconoscevano dalla bandiera azzurra e gialla delle Asturie, che casualmente coincideva con il colore giallo-azzurro della Renault tra il 2002 e il 2006. Dopo la vittoria della competizione si tenne sempre a Oviedo una vera e propria mostra dell'equipaggiamento del neo-campione mondiale. L'osservatorio astronomico di Maiorca, in suo onore, gli ha intitolato un asteroide scoperto nel 2003, 73533 Alonso.
Il 19 dicembre 2005, ancor prima che cominciasse la stagione 2006, Alonso annunciò la firma con la McLaren per il campionato 2007. Prima di passare effettivamente a Woking, difese il titolo di campione del mondo ancora al volante della Renault. Se l'anno prima era stata la McLaren con Räikkönen la sfidante principale dello spagnolo, sin dalle prove della prima gara (in Bahrein), si evidenziò il ritorno su alti livelli della Ferrari dopo le difficoltà della stagione precedente; sarebbe stato proprio il pluricampione del Cavallino Schumacher a contendergli il titolo. Il primo round andò comunque ad Alonso, abile a passare il tedesco al pit stop, controllandolo poi nell'ultima fase di gara.

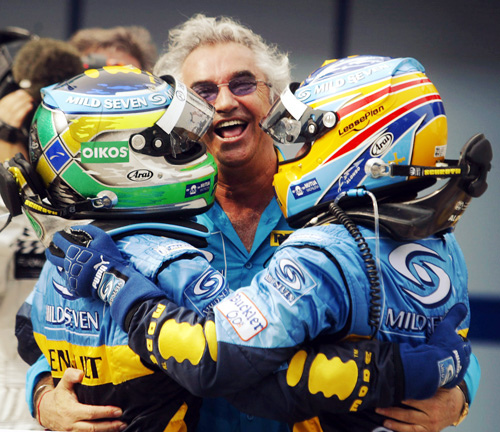
Fisichella (a sinistra), Briatore (al centro) e Alonso (a destra) dopo il Gran Premio della Malesia. La Renault nel fine settimana asiatico ottenne pole position, doppietta finale in gara, giro veloce, e raggiunse la vetta nel Mondiale costruttori e piloti.

Approfittando di alcuni problemi tecnici palesati a inizio Campionato dalla Ferrari, il campione spagnolo portò a casa un secondo posto al successivo Gran Premio della Malesia, dove vinse il compagno Fisichella, e un altro successo in Australia.
Dopo tre gare si trovò saldamente in testa al Mondiale con 28 punti, mentre il ferrarista rimase attardato, al quarto posto con sole 11 lunghezze. Questo vantaggio iniziale si sarebbe rivelato fondamentale per le future sorti della competizione. Al ritorno in Europa la Ferrari mostrò notevoli progressi, sia sul piano dell'affidabilità, che delle prestazioni; così il tedesco centrò due vittorie consecutive, a Imola e al Nürburgring, che gli consentirono di rilanciarsi per la lotta al titolo. Alonso si riprese e infilò a sua volta quattro successi (Spagna, Monaco, Gran Bretagna e Canada) che sembrarono proiettarlo definitivamente verso la conquista del suo secondo Mondiale: a metà stagione, fu leader del Campionato con 25 punti di vantaggio su Schumacher.
La seconda parte del campionato, tuttavia, segnò una netta ripresa del team di Maranello, con il tedesco vincitore dei tre successivi Gran Premi corsi in USA, Francia e Germania. In questa fase della stagione la scuderia modenese parve più competitiva della Renault, anche per merito del grande recupero delle gomme Bridgestone sulle Michelin.
La squadra francese venne poi ulteriormente penalizzata, dal punto di vista tecnico, dalla decisione della FIA di vietare il mass damper, sistema intorno al quale era stata progettata la monoposto. Furono molteplici le polemiche, con Briatore che accusò la federazione di voler favorire il recupero della Ferrari. Ad alimentare ulteriormente la controversia, arrivò la decisione dei commissari in Ungheria che penalizzarono sulla griglia Alonso, reo di aver stretto il collaudatore della Red Bull Robert Doornbos contro il muretto dei box nel corso delle prove del venerdì, per poi punire analogamente Schumacher, colpevole di aver effettuato un doppio sorpasso in regime di bandiere rosse nelle libere del sabato; si ritrovarono quindi con il proprio miglior tempo in qualifica incrementato di due secondi e di conseguenza retrocessi nelle posizioni di centro gruppo.
Protagonista in qualifica di un rallentamento ai danni di Felipe Massa che venne sanzionato con un arretramento di cinque posizioni sulla griglia di partenza, fu costretto a tentare un'ardua risalita e perse ben dieci punti a Monza, dove dovette ritirarsi per la rottura del motore. Lo stesso giorno dichiarò: «Amo la passione dei tifosi che vengono qui anche dalla Spagna, amo lo sport, ma non considero più la Formula 1 come tale». Fecero discutere le affermazioni a campionato terminato del team manager Briatore, il quale paragonò l'atteggiamento dei commissari nei confronti di Alonso allo scandalo di Calciopoli, definendo però la rottura del motore in Giappone di Michael Schumacher come una sorta di «giustizia divina».

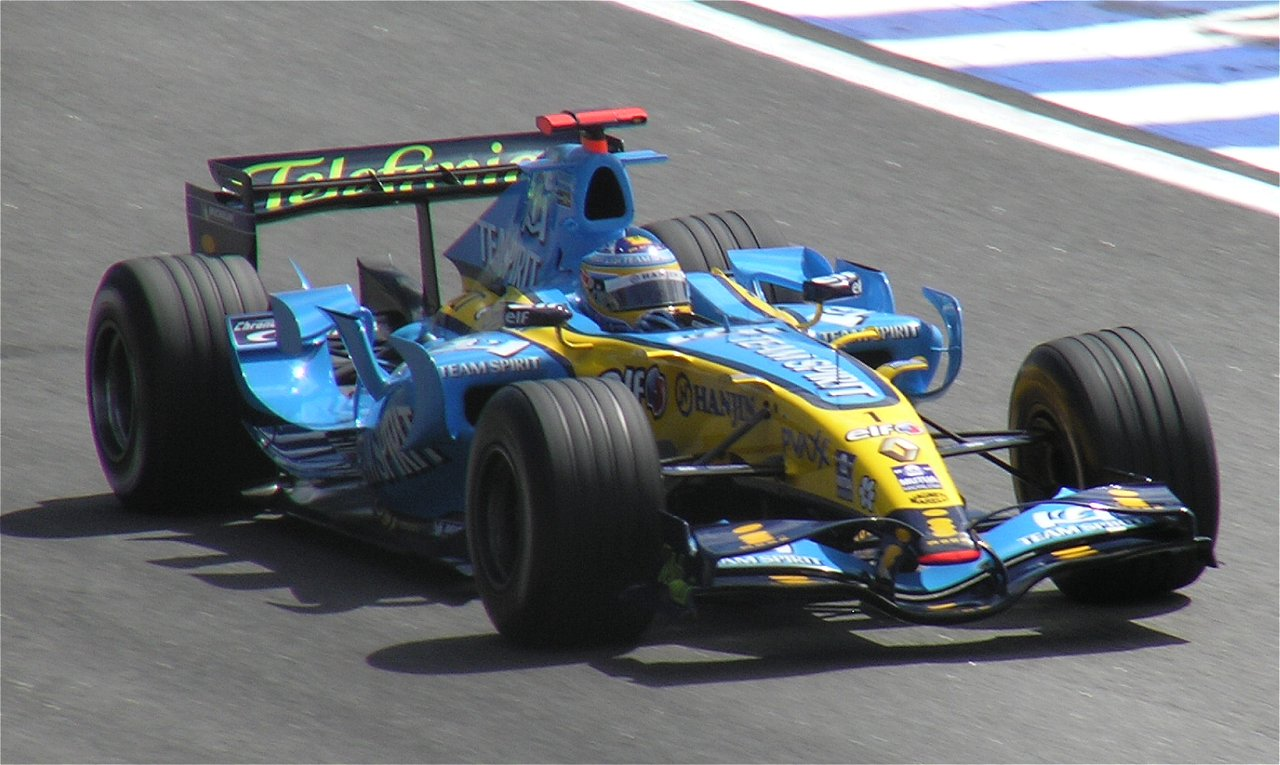
Fernando Alonso al Gran Premio del Brasile, dove si aggiudica il suo secondo titolo mondiale.

Quando mancarono solo tre gare alla fine del Campionato, i due contendenti furono separati da sole due lunghezze a favore di Fernando Alonso. Al Gran Premio di Cina Schumacher centrò la vittoria proprio davanti al rivale, che venne così superato in testa alla classifica piloti pur avendo gli stessi punti. La svolta definitiva del Mondiale avvenne al 36º giro del Gran Premio del Giappone: il tedesco della Ferrari era agevolmente in testa quando ruppe il motore, spianando la strada alla settima vittoria dell'anno di Alonso che gli permise di porre una seria ipoteca sul mondiale.
I duellanti si presentarono quindi all'ultima gara in Brasile distanziati di ben dieci punti: allo spagnolo sarebbe bastato controllare, mentre Schumacher, giunto all'ultima gara della carriera, non avrebbe avuto altra possibilità che vincendo e, contemporaneamente, che la Renault avesse problemi. Ma fu il ferrarista ad avere problemi: dapprima, per un guasto alla pompa della benzina, non potè partecipare all'ultima fase delle qualifiche e il giorno dopo, in gara, rimase attardato a causa di una foratura. A nulla sarebbe valso il suo recupero fino al quarto posto finale a suon di sorpassi e giri veloci, con Alonso che controllò tranquillamente e tagliò il traguardo in seconda piazza, alle spalle dell'altro ferrarista Felipe Massa, riconfermandosi così campione del mondo insieme alla sua Renault, vincitrice per il secondo anno consecutivo del Campionato Costruttori.

#### La prima esperienza alla McLaren (2007)

##### 2007

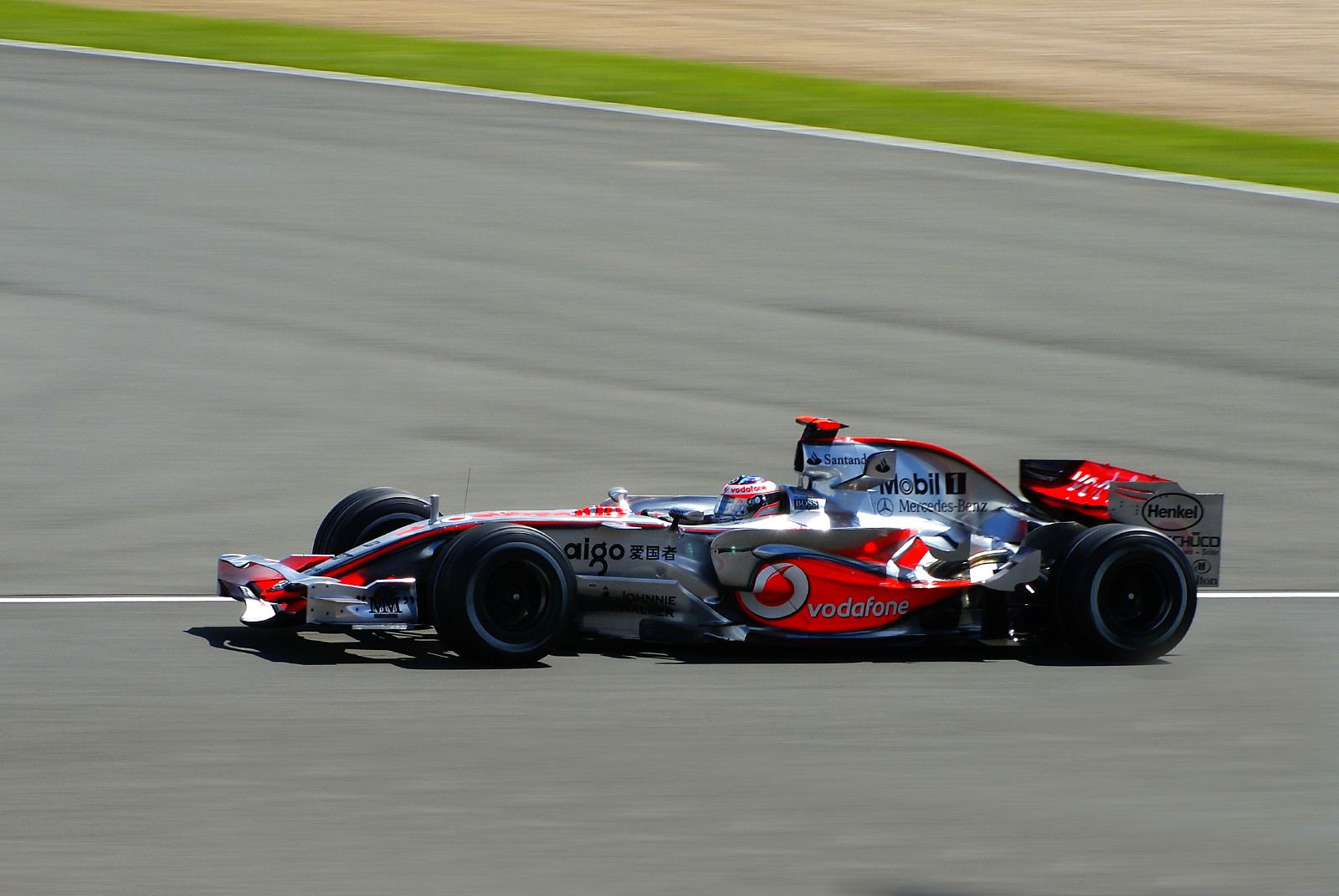
Alonso al volante della McLaren nel Gran Premio di Gran Bretagna.

La sua avventura con la scuderia britannica cominciò ufficialmente il 15 gennaio 2007 a Valencia. L'esperienza con la casa anglo-tedesca partì nel migliore dei modi, giungendo secondo nel Gran Premio d'Australia alle spalle del neo-ferrarista Kimi Räikkönen e imponendosi nel secondo appuntamento in Malesia. La seconda vittoria arrivò sul Circuito di Monte Carlo, ancora una volta accompagnata da una doppietta, mentre la terza nel Gran Premio d'Europa, dopo una gara caratterizzata dall'alternarsi del sole e della pioggia e nel dopo gara da una dura discussione avuta con Massa.
La stagione fu segnata dalla forte rivalità tra Alonso, il direttore sportivo della scuderia di Woking Ron Dennis e il suo compagno di squadra Lewis Hamilton che, sebbene debuttante al fianco del due volte campione del mondo, si rivelò subito competitivo. Il rapporto con il team degenerò gran premio dopo gran premio, con la spaccatura definitiva durante le prove della gara in Ungheria; lo spagnolo effettuò un pit stop più lungo del necessario e non permise ad Hamilton, in attesa dietro di lui, di effettuare a sua volta il cambio gomme e completare un nuovo giro che gli avrebbe potuto regalare la pole position. Alonso venne declassato cinque posizioni alla partenza e la McLaren venne estromessa dal punteggio per la classifica costruttori in quella corsa. Dopo questo controverso episodio, lo spagnolo ottenne la quarta vittoria stagionale al Gran Premio d'Italia, a Monza.
Dopo la sentenza sulla Spy Story del 13 settembre, alla McLaren vennero tolti tutti i punti della classifica costruttori, mentre ai suoi piloti Hamilton e Alonso venne riconosciuto il merito di aver fornito le prove della colpevolezza del team, contenute in una serie di e-mail e contatti scambiati con il collaudatore Pedro de la Rosa, a sua volta informato dal capo progettista McLaren, Mike Coughlan, in cui puntualmente venivano citate informazioni confidenziali sui segreti della Ferrari: in questo modo i due poterono evitare ogni tipo di penalizzazione.

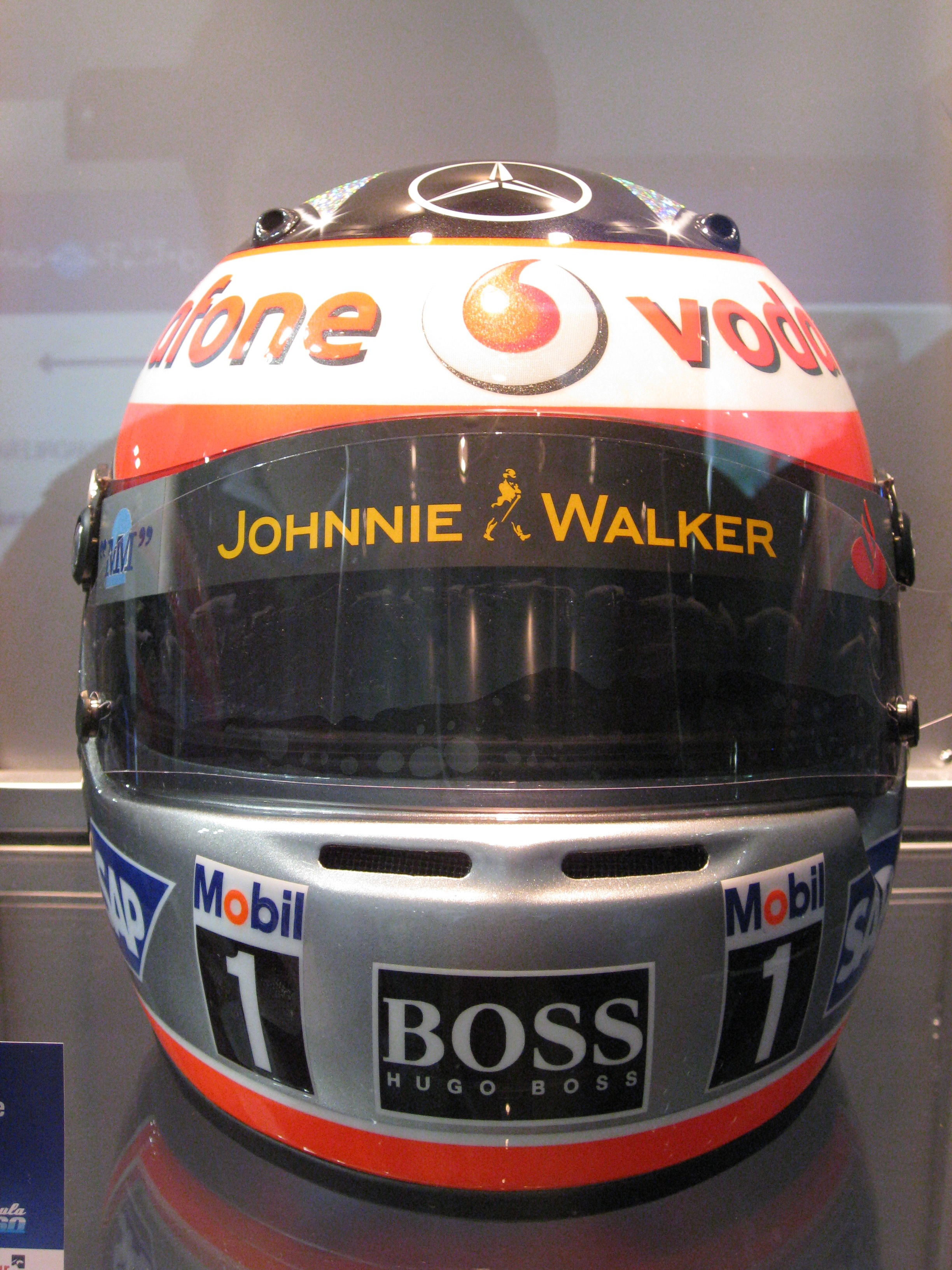
Il casco di Alonso usato nel 2007

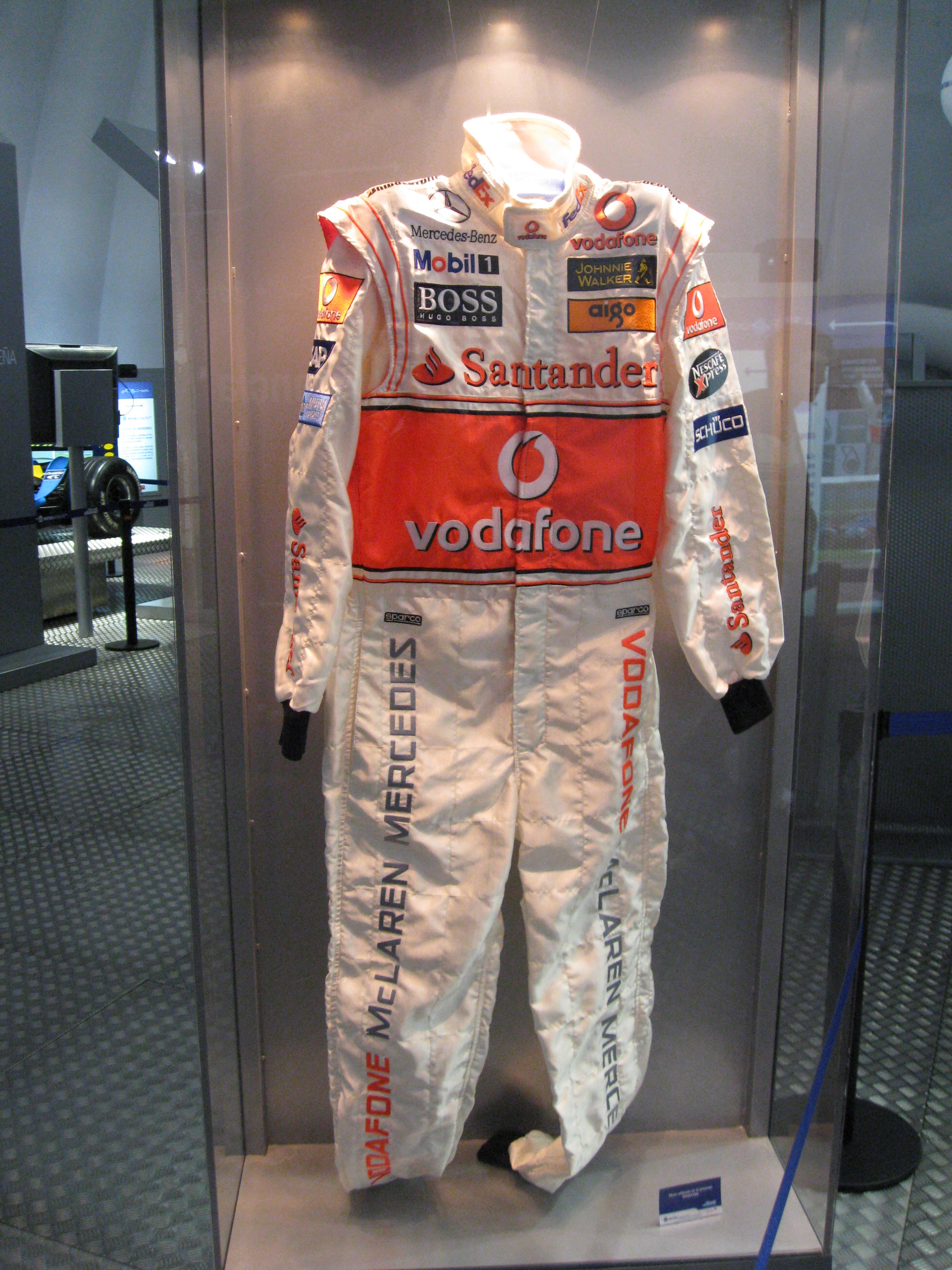
La tuta di Alonso usata nel.

Dall'e-mail emerse che Alonso fu sorpreso dai dati ricevuti e che dubitò dell'autenticità degli stessi; lo spagnolo era a conoscenza della strategia della Rossa durante il Gran Premio d'Australia e durante il Gran Premio del Bahrein, in cui si piazzò rispettivamente 2º e 5º. Il boss della McLaren Ron Dennis, interrogato dalla FIA dopo il Gran Premio d'Ungheria, dichiarò che Alonso lo aveva precedentemente minacciato di rivelare queste azioni se non fosse stato posto come prima guida della scuderia. Alonso non accettò la versione di Dennis e chiese alla FIA di mostrare le prove della sua innocenza. La Federazione affermò infine di essere venuta a conoscenza di tali fatti grazie a un errore di Coughlan.
Concluse la stagione al 3º posto, a pari punti con il suo compagno di scuderia Lewis Hamilton e a un solo punto di scarto dal vincitore del campionato Kimi Räikkönen (il più esiguo margine di punti tra 1º, 2º e 3º classificato al termine di una stagione di Formula 1). Il 2 novembre 2007 venne ufficializzato il suo divorzio dalla McLaren. Il giorno stesso il pilota spagnolo dichiarò: «Non mi sono mai sentito a mio agio in questa scuderia».

#### Il ritorno alla Renault (2008-2009)

##### 2008

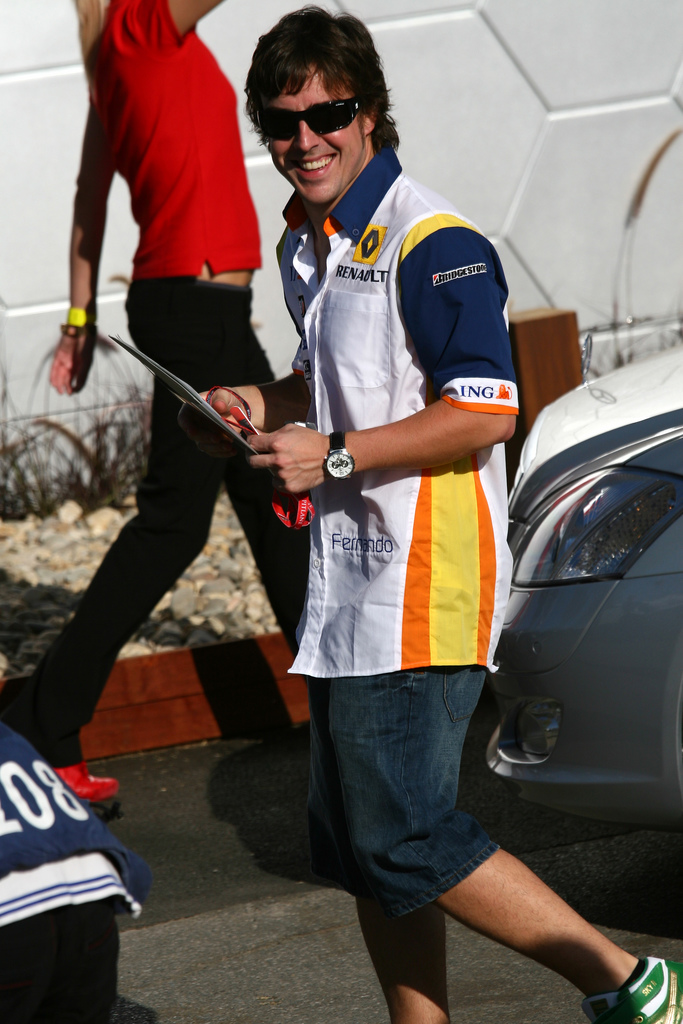
Alonso prima del Gran Premio d'Australia.

Il 10 dicembre 2007 divenne ufficiale il suo ritorno alla Renault guidata da Flavio Briatore, che per riaverlo come prima guida dovette battere la concorrenza di Red Bull, Toyota e Honda. Venne affiancato dal giovane Nelson Piquet Jr., esordiente nella categoria. La stagione apparve immediatamente in salita a causa delle scarse prestazioni che la monoposto R28 collezionò nei test e nelle prime prove.
La stagione del due volte campione del mondo, fino a quel punto deludente, ebbe una svolta a Singapore, durante il primo gran premio a corrersi in notturna (su pista illuminata artificialmente) e sul tracciato cittadino della città-stato asiatica: conseguì la prima vittoria dopo il ritorno alla Renault. Sebbene nei due turni di prove libere fosse stato il più veloce di tutti, un problema nel pescaggio della benzina della vettura durante le qualifiche lo costrinse a prendere il via dalla 15ª posizione. In gara partì molto scarico di carburante e dopo un brillante scatto balzò subito al 12º posto. Fu tra i primi a rientrare ai box per rifornire e al suo ritorno in pista, grazie all'ingresso della safety car per l'incidente del suo compagno di scuderia Nelson Piquet Jr., si ritrovò nelle prime posizioni. In regime di safety car uscirono dai giochi i piloti che avrebbero potuto contendersi la vittoria. Alonso vinse così la corsa davanti a Nico Rosberg e Lewis Hamilton.

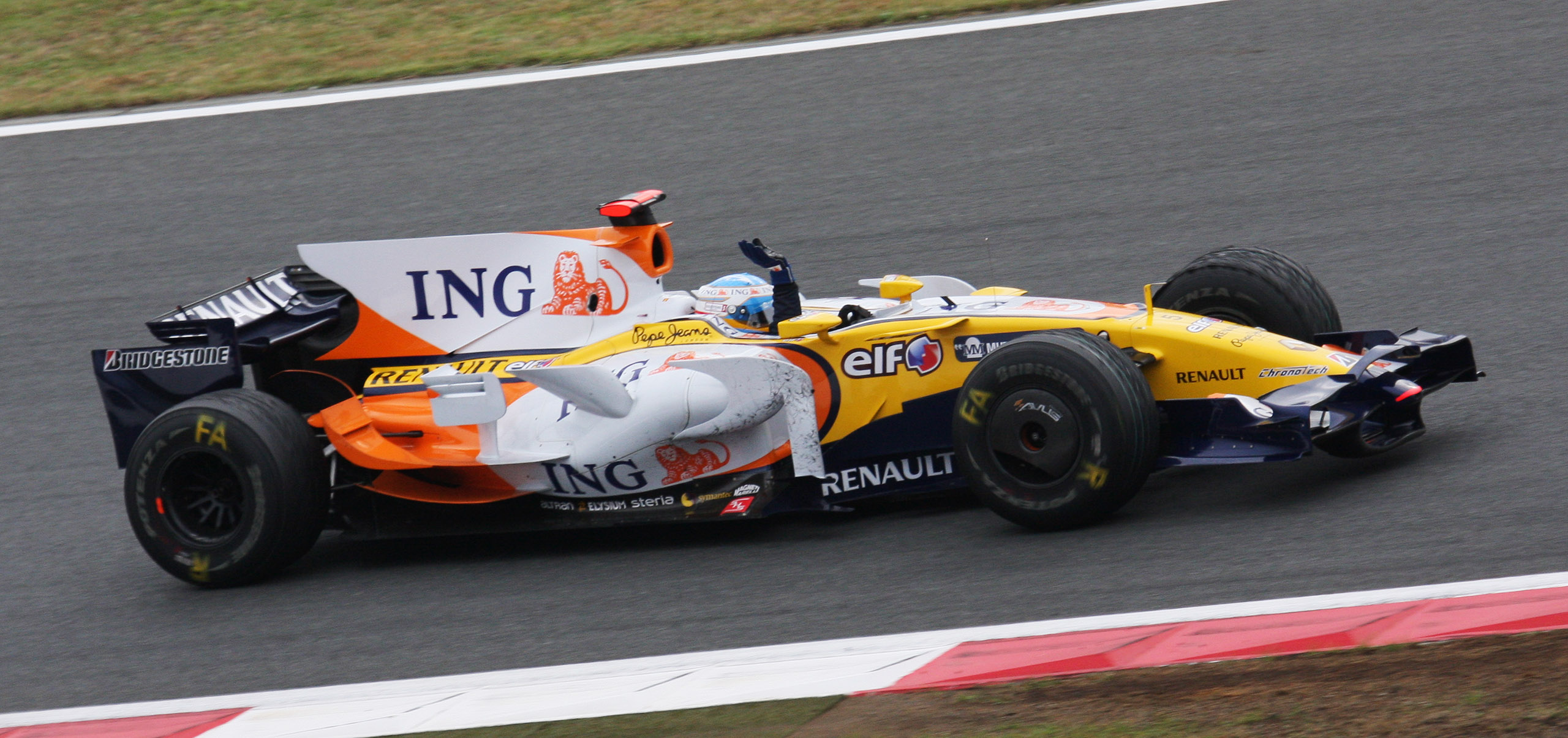
Alonso durante il Gran Premio del Giappone.

Nel Gran Premio del Giappone corso sul Circuito del Fuji si qualificò al quarto posto e, dopo una gara movimentata ma condotta quasi sempre in testa, portò a casa il suo secondo gran premio stagionale precedendo Robert Kubica e Kimi Räikkönen. A Interlagos non fu in grado di esprimersi al meglio durante le prove ufficiali e si presentò alla corsa domenicale in sesta piazza. Si riscattò in gara, dove, mantenendo un ottimo passo, riuscì a stabilirsi dietro il leader della corsa Massa. Terminò il gran premio secondo, risultato che gli consentì di ottenere la quinta posizione in classifica generale per un punto davanti a Nick Heidfeld. Con l'ottima prestazione del Gran Premio del Brasile, che diede un seguito alle vittorie e alle buone prove delle corse immediatamente precedenti, mise fine a una della stagioni più difficili della sua carriera.
A campionato terminato confermò il prolungamento del suo contratto fino al 2010: avrebbe corso ancora per due anni con la Renault, scelta maturata dopo i notevoli miglioramenti tecnici che la casa francese palesò soprattutto negli ultimi impegni.

##### 2009

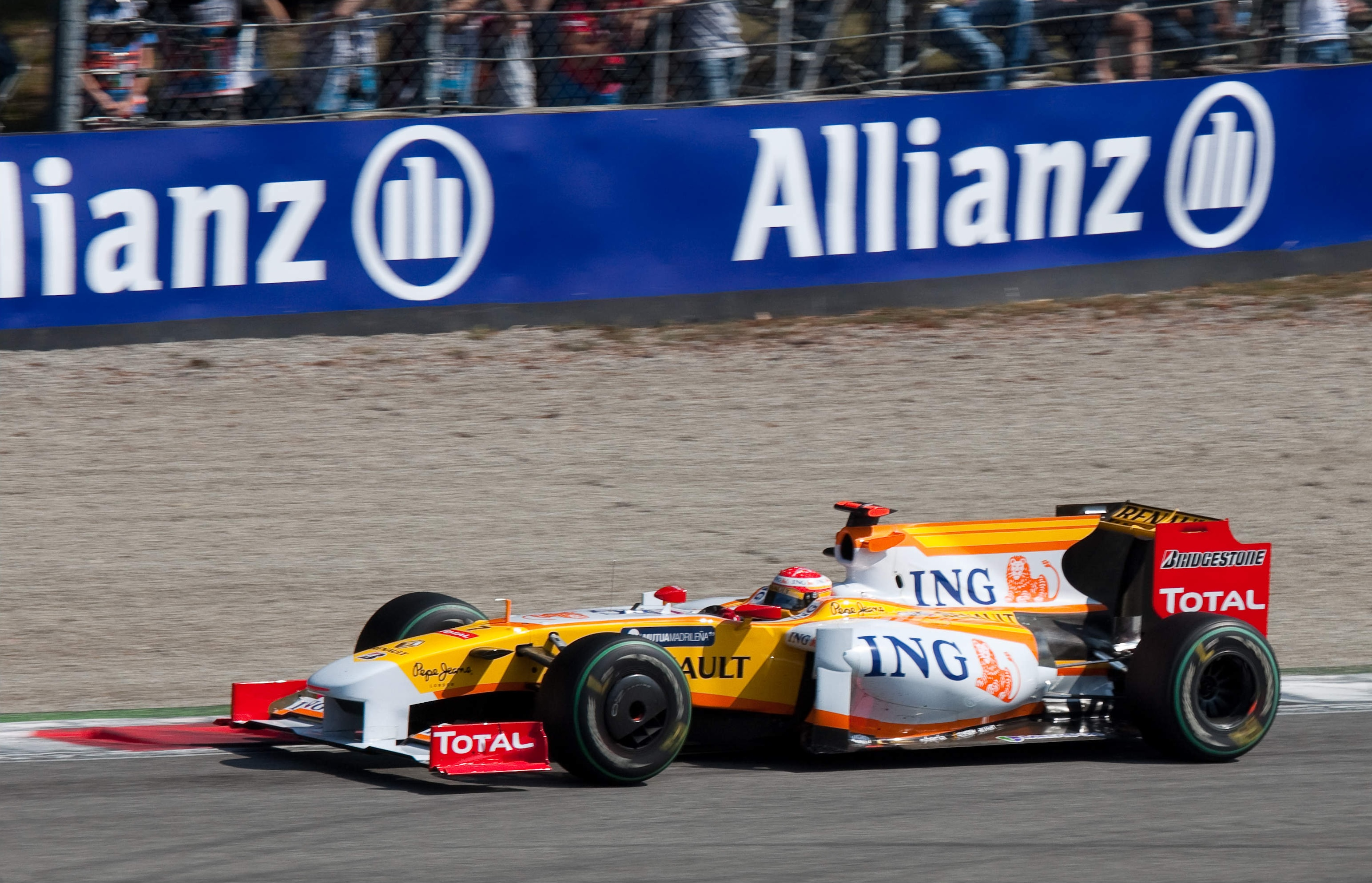
Alonso al Gran Premio d'Italia.

Anche nel 2009 corse per la Renault, che confermò anche il giovane compagno di squadra Nelson Piquet Jr. come seconda guida. Sebbene la nuova vettura della casa francese, la R29, avesse mostrato una buona competitività nelle prove invernali grazie anche all'introduzione del KERS, le prime gare della stagione si dimostrarono piuttosto difficili per Alonso, trovatosi a lottare con i nuovi diffusori introdotti da Brawn, Toyota e Williams, le cui vetture furono nettamente più veloci.
A quasi due anni di distanza (Monza 2007), ottenne all'Hungaroring una pole position; la posizione favorevole sulla griglia di partenza sarebbe poi stata vanificata in gara da un errore tecnico dei meccanici al pit stop.
La vigilia del Gran Premio di Singapore venne fortemente condizionata dallo scandalo relativo alla stessa gara dell'anno precedente in terra asiatica. L'ormai ex compagno di squadra Piquet, sostituito dopo il Gran Premio d'Ungheria da Romain Grosjean, rivelò i retroscena di quell'incidente.
(Nelson Piquet Jr.)
Briatore e Symonds, rispettivamente radiato e squalificato cinque anni dalla sentenza di primo grado del Consiglio FIA, decisero quindi di lasciare il team. Ciononostante, la R29 apparve competitiva per tutto il weekend di Singapore, e Alonso concretizzò la già positiva quinta piazza sullo schieramento di partenza con un terzo posto finale, primo e unico podio della stagione.

#### Ferrari (2010-2014)

##### 2010

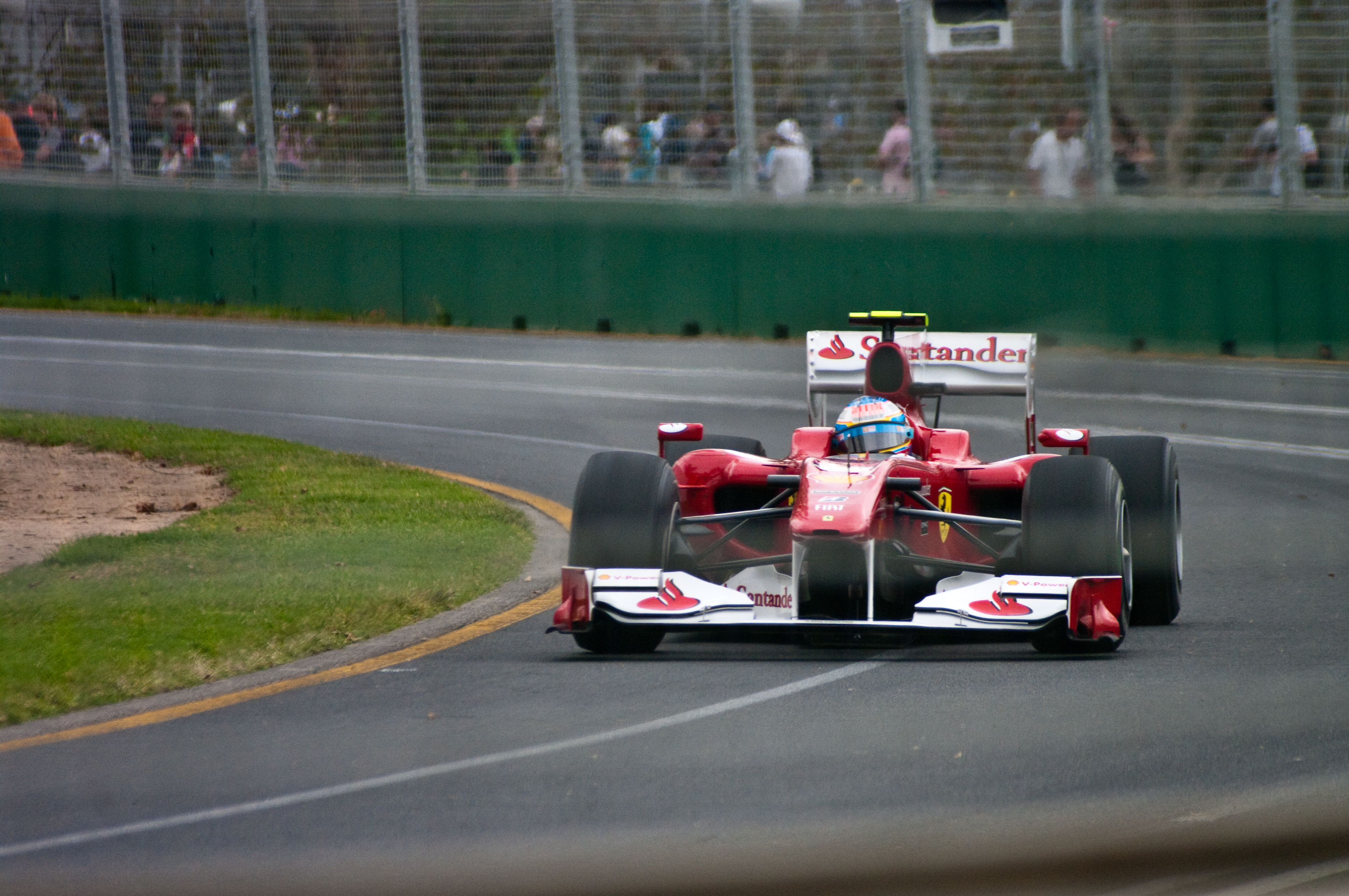
Lo spagnolo durante la prova in Australia.

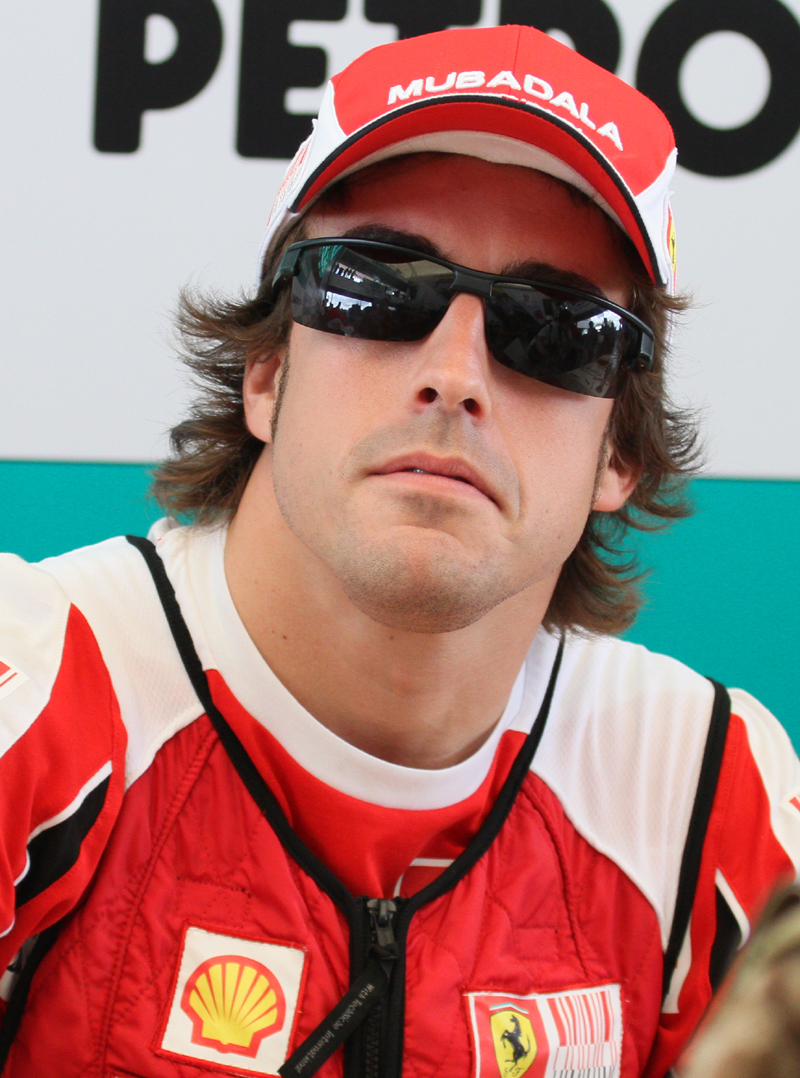
Alonso in Ferrari nel.

Le insistenti voci di corridoio che lo volevano in Ferrari a partire dal 2010 trovarono conferma il 30 settembre 2009, quando la scuderia di Maranello pubblicò sul proprio sito un comunicato ufficiale: Alonso avrebbe corso con la Rossa per le successive tre stagioni al fianco di Felipe Massa e Giancarlo Fisichella, selezionato per il ruolo di terzo pilota.
Nella prima prova stagionale in Bahrein centrò la prima vittoria, una prestazione impreziosita dal giro veloce della gara e dal secondo posto dell'altro ferrarista Massa. Le aspettative dopo il Gran Premio d'esordio, tuttavia, non trovarono conferma nelle gare successive. A Melbourne e in Cina fu protagonista di rocambolesche rimonte che lo portarono in entrambi i casi alla 4ª posizione finale.

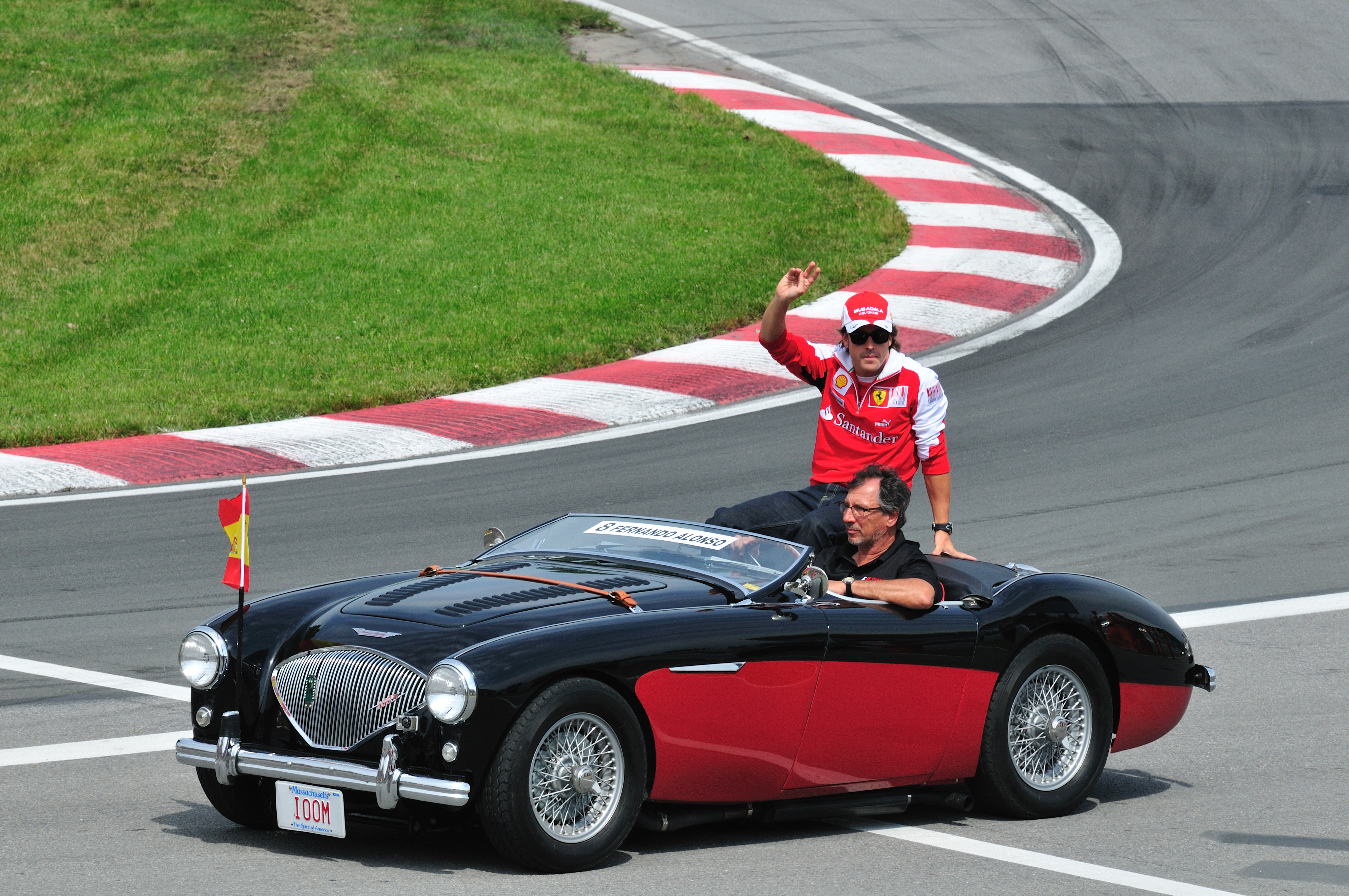
Alonso durante una parata al Gran Premio del Canada.

A seguito del 14º posto a Silverstone, con le Red Bull sempre velocissime e le due Mclaren molto competitive, lo spagnolo fu costretto a guardare la classifica generale dalla 5ª posizione, dietro ai quattro piloti delle due scuderie avversarie e con 47 punti di ritardo dal leader Lewis Hamilton.
Il 25 luglio, in Germania, la sua seconda vittoria con il Cavallino venne parzialmente messa in secondo piano da un ordine di scuderia poco chiaro. L'ingegnere Robert Smedley comunicò a Massa, al comando della corsa: «Fernando è più veloce di te. Puoi confermarmi di aver recepito il messaggio?» (in inglese Fernando is faster than you. Can you confirm you understood that message?). Il successivo sorpasso operato da Alonso ai danni del pilota brasiliano parve, pertanto, diretta conseguenza di tale messaggio. I due piloti furono convocati dai commissari assieme ad alcuni responsabili della Ferrari, e il caso si estese al Consiglio Automobilistico Mondiale della FIA, che non inflisse penalità nella classifica della gara ma che punì la scuderia con 100 000 dollari di ammenda.
Dopo una serie di brillanti prove, tra cui si segnalano i successi in Italia e Singapore, il ferrarista dovette constatare il ritorno delle due Red Bull in Giappone, dove solo grazie all'uscita di pista di Kubica riuscì a classificarsi terzo, alle spalle di Sebastian Vettel e Mark Webber; con due gare ancora da disputarsi, Alonso venne raggiunto in seconda posizione proprio dal trionfatore di Suzuka e staccato da Webber di 15 lunghezze.
Il primo Gran Premio di Corea della storia, due settimane più tardi, sembrò rappresentare una svolta decisiva in ottica Mondiale. Grazie infatti al successo, accompagnato dalla rottura del motore di Vettel e dall'errore sul bagnato di Webber, lo spagnolo sopravanzò l'australiano in classifica generale con 231 punti, forte di un margine di 11. Ma nell'ultima corsa ad Abu Dhabi Alonso perse il titolo in favore del pilota tedesco. Fatale fu un errore di valutazione sui tempi della sosta; la Red Bull fece fermare Webber già al 16º giro, inducendo pertanto gli uomini della Ferrari a emulare tale scelta. Sia l'australiano che lo spagnolo, tuttavia, non furono in grado di risalire le posizioni necessarie, dando a Vettel, in testa, la possibilità di vincere il Mondiale.

##### 2011

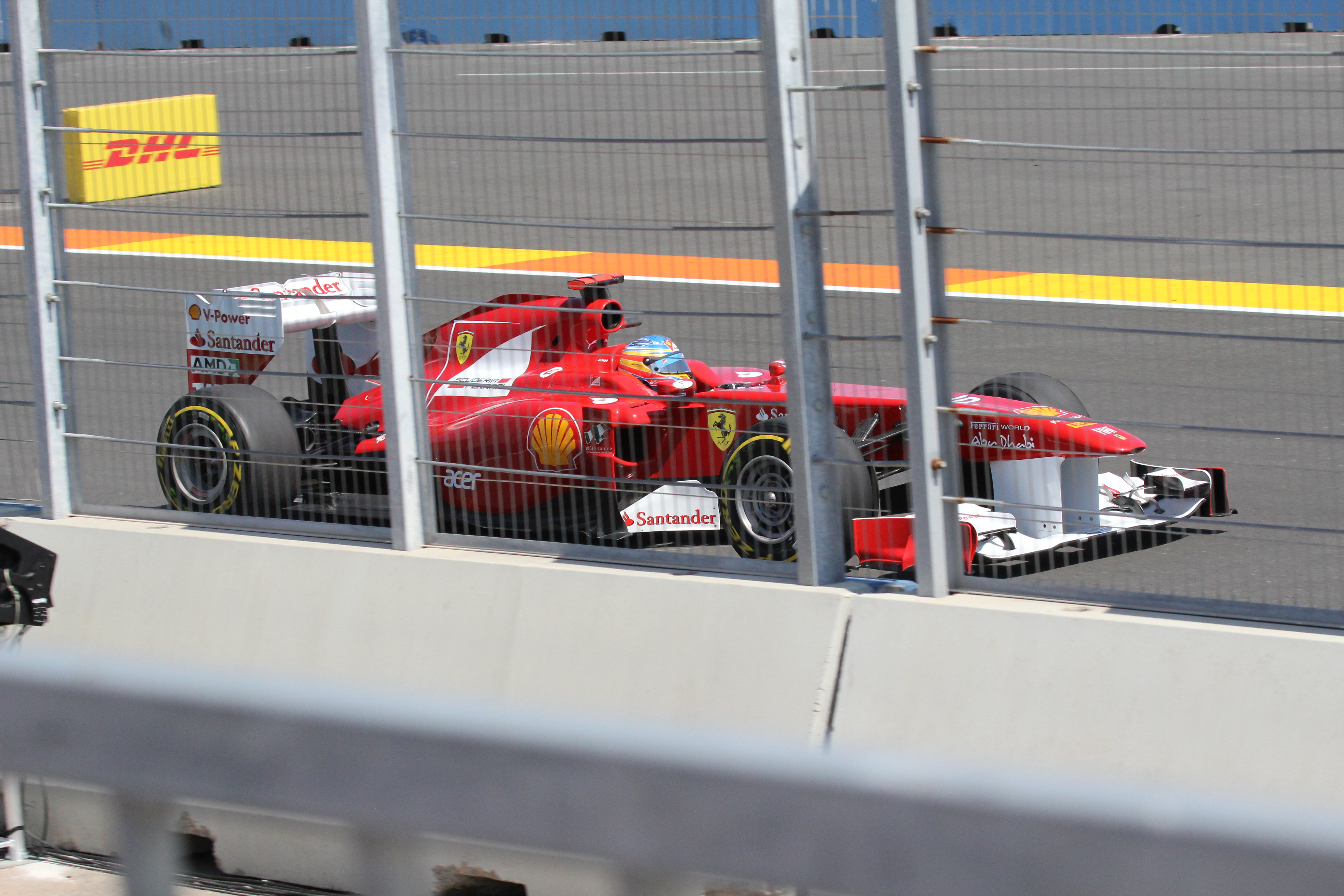
Alonso nel Gran Premio d'Europa.

L'annata 2011 venne fortemente condizionata dai notevoli risultati ottenuti in avvio di stagione dal campione del mondo in carica Sebastian Vettel, pilota di una Red Bull tanto competitiva. L'8 maggio, nel Gran Premio di Turchia, quarta gara della stagione, Alonso conquistò il primo podio, giungendo 3º a quasi dieci secondi da Vettel. Dopo questo gran premio l'asturiano si trovava in classifica generale distante 52 punti dal pilota tedesco, forte di tre vittorie e un secondo posto. Alla vigilia delle prove libere del Gran Premio di Spagna, la scuderia di Maranello comunicò che l'asturiano avrebbe prolungato il proprio contratto fino al termine del mondiale 2016.
Dopo due secondi posti ottenuti a Monte Carlo e a Valencia, Alonso riuscì ad aggiudicarsi il Gran Premio di Gran Bretagna davanti alle due Red Bull di Vettel e Webber. Nel prosieguo della stagione, lo spagnolo andò a podio in altre sei gare, conquistando tre terzi posti (Ungheria, Italia e India) e tre secondi posti (Germania, Giappone e Abu Dhabi), ma questi risultati non servirono allo spagnolo per ridurre il distacco da Vettel, che conquistò il secondo mondiale consecutivo, mentre Alonso terminò la stagione al 4º posto con 257 punti. Malgrado il forte ritardo accumulato rispetto a Vettel, campione con oltre 120 punti di distacco sul secondo classificato Button, il pilota spagnolo ricevette elogi da compagni di scuderia e giornalisti per aver saputo rendere competitiva una Ferrari in evidente difficoltà tecnica.

##### 2012

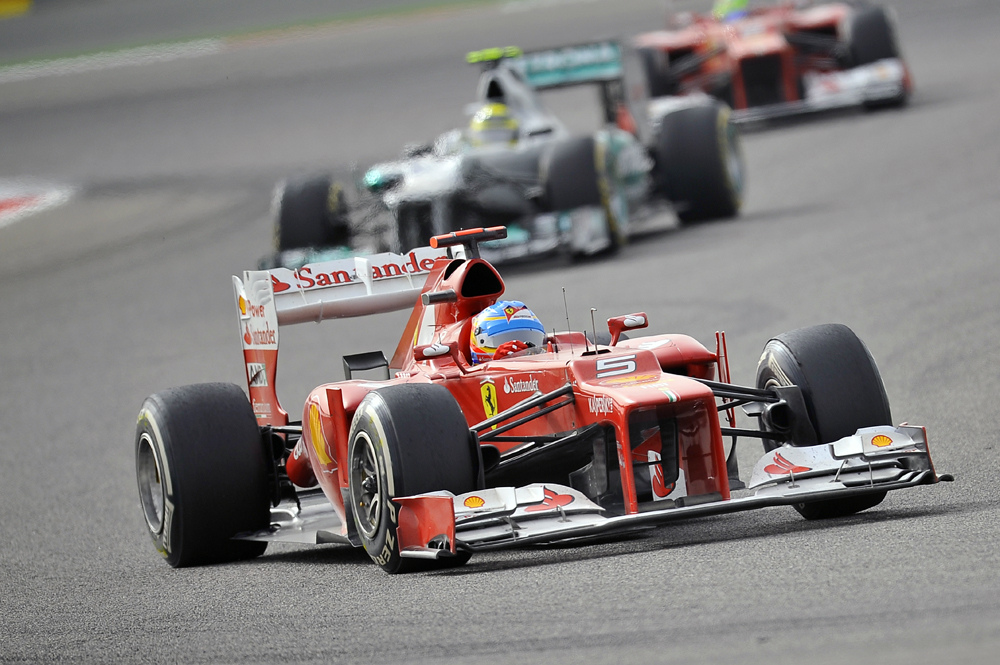
Fernando Alonso in Bahrein.

L'inizio della terza stagione in Ferrari fu segnato, in febbraio, dalle prestazioni poco confortanti mostrate dalla F2012 a Jerez de la Frontera e al Montmeló e confermate dalle parole dell'ingegnere Pat Fry e dello stesso Alonso.
Lo spagnolo giunse 5º alla prima prova del Mondiale in Australia dopo essere partito dodicesimo a causa di un suo errore in q2, ma si riscattò nella successiva in Malesia con una vittoria, a conclusione di una gara in cui si dovette confrontare con le instabili condizioni meteorologiche e con l'aggressività di Sergio Pérez; a fine gara Alonso ricevette via radio i complimenti di un commosso Andrea Stella, che definì questa «la sua vittoria più bella». Con il passare delle gare il pilota della Ferrari trovò una certa continuità di prestazioni e di risultati, anche in ragione delle migliorie costanti apportate dalla scuderia sulla vettura. In sei corse consecutive furono cinque i podi, tra i quali si segnalarono il primo posto al Gran Premio d'Europa, conquistato dopo una rimonta dall'11ª posizione in griglia, e all'Hockenheimring, nel fine settimana in cui bissò la pole position ottenuta in Gran Bretagna due settimane prima. I piazzamenti a podio nella parte finale di campionato non bastarono però all'asturiano per fermare la rimonta di Sebastian Vettel, che con una Red Bull tornata competitiva sopravanzò Alonso in classifica generale anche grazie ai ritiri dell'asturiano in Belgio e Giappone entrambi per una collisione al via, che ne facilitarono il recupero. Lo spagnolo chiuse la stagione al secondo posto con 278 punti, a 3 punti da Vettel campione per la terza volta consecutiva.
Nonostante la mancata vittoria del titolo, la stagione 2012 venne definita da molti come la sua migliore, tanto che Alonso fu eletto miglior pilota del 2012 dai team principal del Circus.

##### 2013

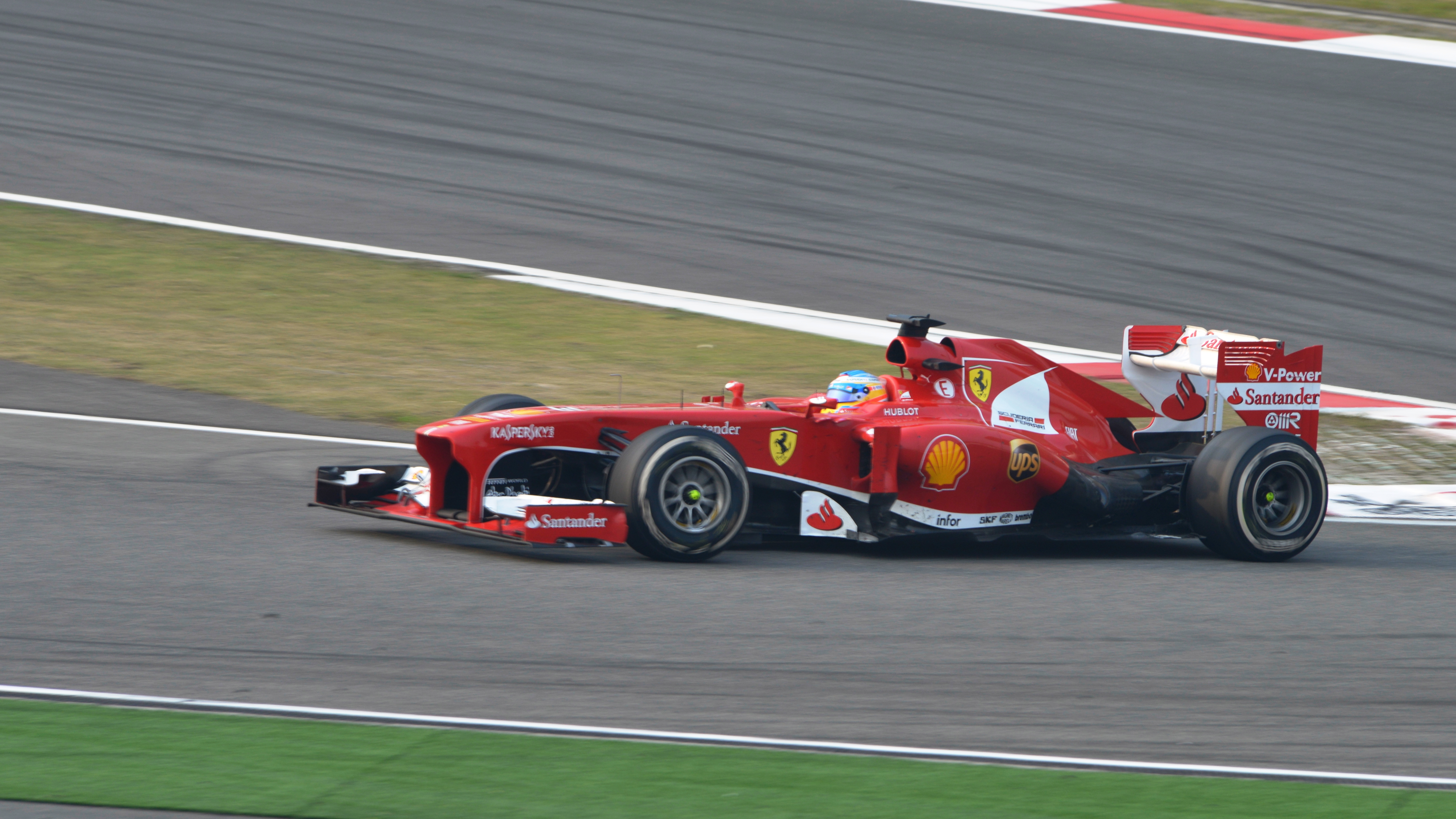
Fernando Alonso in Cina.

La stagione 2013 iniziò con fortune alterne per il pilota spagnolo. Nella gara inaugurale, in Australia, Alonso chiuse in seconda posizione, alle spalle di Kimi Räikkönen e davanti a Sebastian Vettel. Nel successivo Gran Premio della Malesia, però, il pilota asturiano si ritirò dopo appena una tornata in seguito al cedimento dell'alettone anteriore, danneggiato in un leggero contatto con Vettel alla prima curva. Tre settimane dopo, in Cina, Alonso conquistò la prima vittoria stagionale, dominando la gara dall'inizio. Il seguente Gran Premio del Bahrein fu, però, un'altra gara difficile per Alonso, ottavo al traguardo dopo essere stato costretto a due soste supplementari ai box per via di un problema all'alettone mobile.
Alonso conquistò la seconda vittoria stagionale e la trentaduesima in carriera (risultato che lo pose al quarto posto tra i piloti più vincenti nella storia della Formula 1, dietro solamente a Michael Schumacher, Alain Prost e Ayrton Senna) nel Gran Premio di casa. Il pilota spagnolo, scattato dalla quinta posizione sulla griglia di partenza, superò nelle prime curve Kimi Räikkönen e Lewis Hamilton, prendendo la testa della corsa dopo il primo cambio gomme e mantenendola fino al traguardo. Nel successivo Gran Premio di Monaco Alonso non riuscì a fare meglio del settimo posto, vedendo aumentare il proprio distacco dal primo in classifica Sebastian Vettel a 29 punti.
In Canada e in Gran Bretagna il pilota spagnolo andò a podio, giungendo rispettivamente in seconda e terza posizione, ma nei seguenti Gran Premi di Germania e d'Ungheria Alonso, complice la diminuita competitività della sua vettura, non riuscì a ripetere questo risultato, chiudendo rispettivamente al quarto e al quinto posto. Ormai staccato di trentanove lunghezze da Vettel, nelle tre gare seguenti, disputate a Spa-Francorchamps, Monza e Singapore, Alonso ottenne tre secondi posti consecutivi, sempre alle spalle dello stesso Vettel. In tutte e tre le occasioni il pilota spagnolo rimontò dopo essersi qualificato rispettivamente in nona, quinta e settima posizione, senza però mai minacciare seriamente la prima posizione del rivale. Al termine del Gran Premio del Giappone Alonso divenne il pilota di Formula 1 ad aver ottenuto più punti nella storia, raggiungendo quota 1571.
Le restanti quattro gare stagionali furono negative sia per lui che per il compagno di squadra, anche se nel conclusivo Gran Premio del Brasile ritornò sul podio dopo 6 gare di digiuno, giungendo 3º e garantendo, così, il 3º posto in classifica costruttori alla scuderia italiana. Per il secondo anno consecutivo terminò la stagione al 2º posto, conquistando un totale di 242 punti.

##### 2014

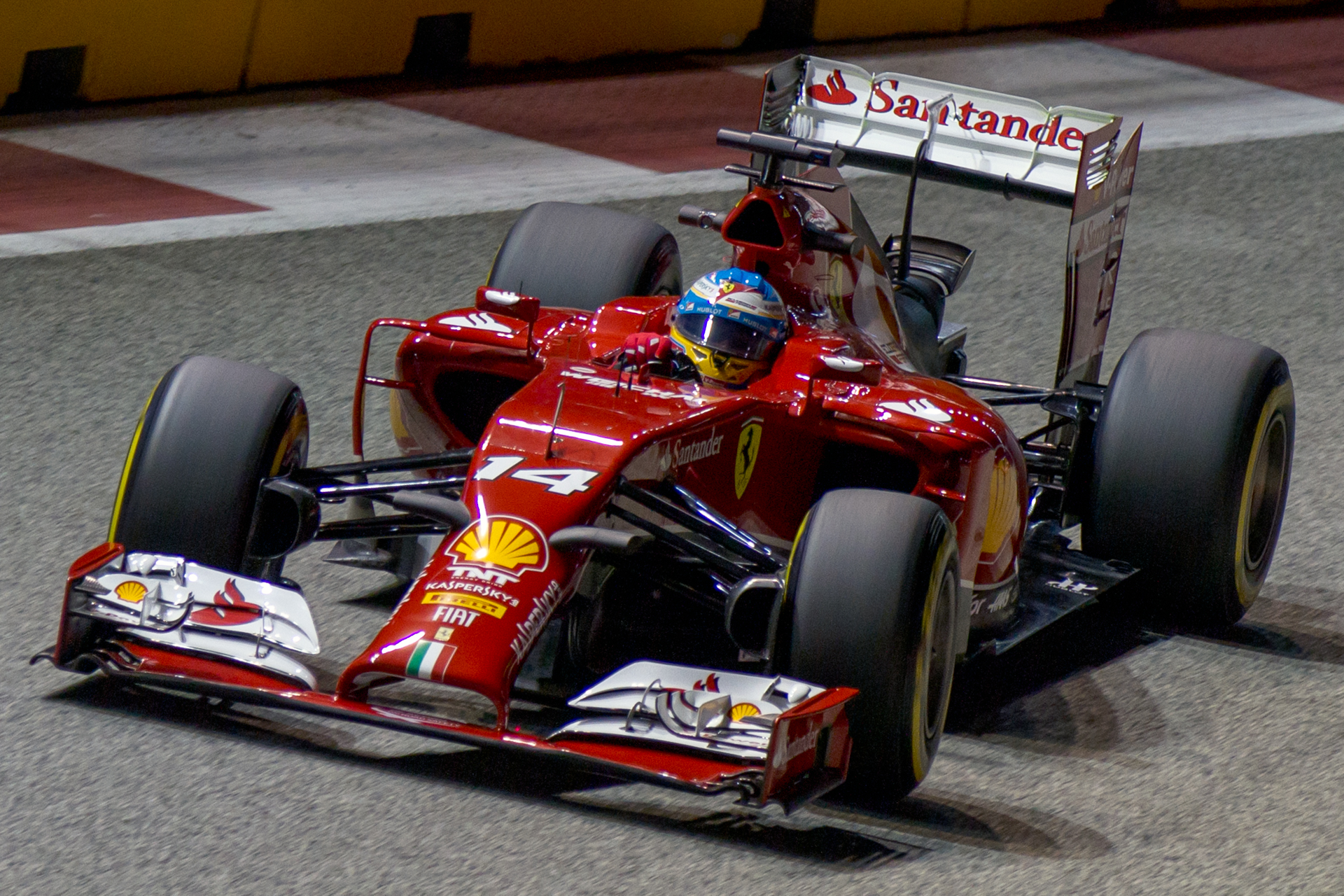
Fernando impegnato a Singapore.

Nelle prime gare del campionato 2014 la Ferrari si dimostrò poco competitiva, non permettendo al pilota spagnolo di lottare per la vittoria. Nell'inaugurale Gran Premio d'Australia Alonso conquistò il quinto posto, scalando poi in quarta posizione in seguito alla squalifica di Daniel Ricciardo, che era giunto secondo. Il pilota spagnolo segnò punti anche in Malesia e in Bahrein, agguantando rispettivamente il quarto e il nono posto al traguardo. Ottenne il primo podio stagionale per sé e per la squadra in Cina, dove tagliò il traguardo alle spalle delle due Mercedes di Lewis Hamilton e Nico Rosberg. Il podio nel Gran Premio di Cina non segnò, tuttavia, una netta inversione di tendenza: la monoposto rimase poco competitiva e consentì al pilota asturiano di lottare solo per le posizioni di rincalzo. Nel resto della stagione arrivò solamente un altro podio, nel Gran Premio d'Ungheria, nel quale Alonso giunse secondo dopo aver a lungo occupato la prima posizione. Nelle altre gare il pilota spagnolo giunse sempre tra i primi dieci, con l'eccezione di due ritiri a Monza e a Suzuka per problemi tecnici. Il 20 novembre 2014, prima del conclusivo Gran Premio di Abu Dhabi, fu ufficializzata l'interruzione consensuale del contratto che legava Alonso alla Ferrari fino al termine della stagione 2016. Il pilota spagnolo chiuse la sua ultima stagione con la squadra italiana al sesto posto assoluto, con 161 punti.

#### Il ritorno alla McLaren e il primo ritiro (2015-2019)

##### 2015

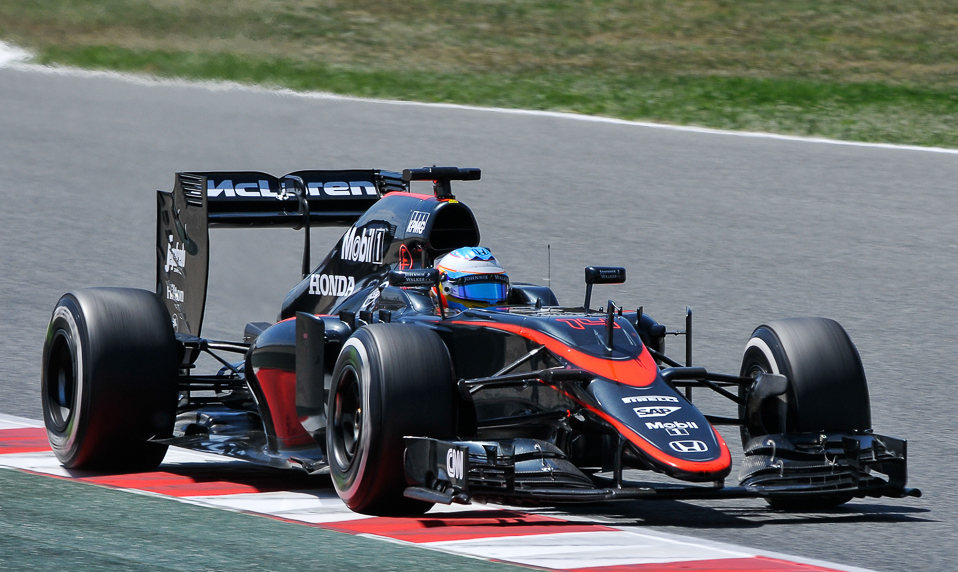
Fernando Alonso impegnato nel Gran Premio di Spagna.

L'11 dicembre 2014 la McLaren ufficializzò il ritorno del pilota spagnolo con un contratto triennale a partire dalla stagione 2015. La scuderia britannica, terminato il ventennale rapporto con la Mercedes per la fornitura dei motori, iniziò una nuova collaborazione con la Honda.
Il 22 febbraio 2015, mentre stava partecipando ad una sessione di test invernali sul Circuito di Montmelò, ebbe un incidente alla curva 4, a seguito del quale rimase ricoverato tre notti in ospedale. Precauzionalmente, Alonso saltò il Gran Premio d'Australia, venendo sostituito da Kevin Magnussen.
Alonso tornò al volante della McLaren nel successivo Gran Premio della Malesia, ma la stagione si rivelò avara di soddisfazioni: nelle prime sette gare disputate il pilota asturiano subì ben cinque ritiri, dovuti nella maggior parte dei casi alla scarsa affidabilità del motore Honda, e nelle due corse concluse al traguardo, in Cina e Bahrein, rimase fuori dalla zona a punti. Il primo piazzamento utile arrivò nel Gran Premio di Gran Bretagna, nel quale Alonso approfittò delle variabili condizioni meteorologiche e dell'elevato numero di ritiri per tagliare il traguardo in decima posizione. Nel successivo Gran Premio d'Ungheria il pilota asturiano ottenne il miglior risultato stagionale per sé e per la scuderia, conquistando il quinto posto dopo essere scattato quindicesimo. Nel resto della stagione, però, la McLaren-Honda non mostrò miglioramenti sufficienti per lottare regolarmente per i piazzamenti a punti.
Nel Gran Premio di Russia Alonso tagliò il traguardo in decima posizione, ma a fine gara fu penalizzato di 5 secondi per aver superato più volte i limiti del tracciato, retrocedendo all'undicesimo posto. Nel successivo Gran Premio degli Stati Uniti il pilota spagnolo arrivò a occupare la quinta posizione, ma nelle fasi finali di gara scivolò fuori dalla zona punti dopo essere stato rallentato da problemi tecnici. Alonso non riuscì a conquistare altri risultati utili, chiudendo la stagione al diciassettesimo posto in classifica, con 11 punti. L’altro alfiere della McLaren Jenson Button ottenne 16 punti, sancendo la prima sconfitta con il compagno di squadra dal suo ingresso in Formula 1.

##### 2016

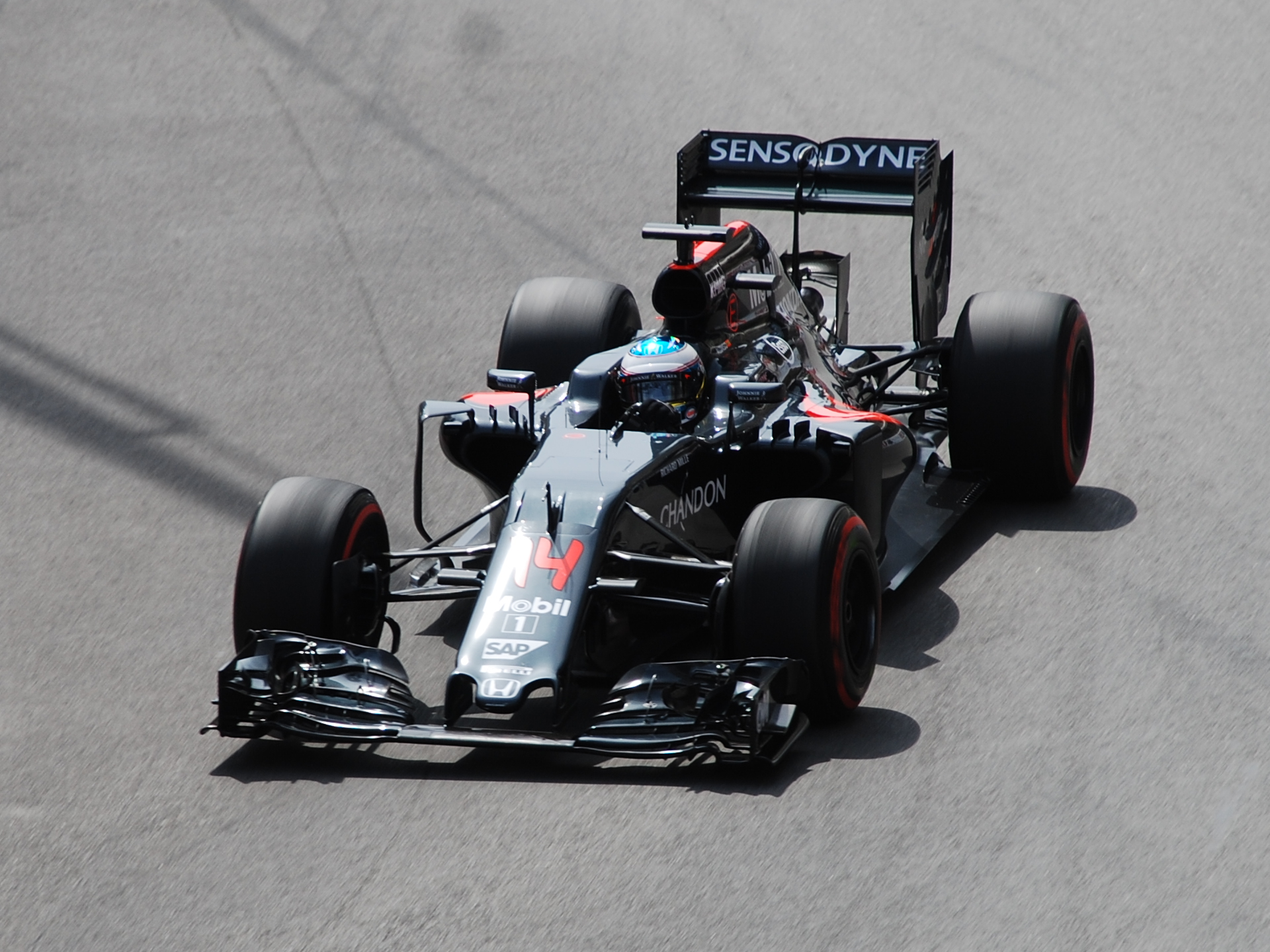
Alonso durante il Gran Premio di Monaco.

Nel Gran Premio d'Australia, gara inaugurale della stagione, il pilota spagnolo fu vittima di un violento incidente con la Haas del messicano Esteban Gutiérrez, dal quale uscì senza lesioni gravi. Tuttavia i medici non lo reputarono nelle condizioni di poter affrontare il gran premio successivo in Bahrein, nel quale venne di conseguenza sostituito dall'esordiente Stoffel Vandoorne.
Tornato al volante nella gara successiva, Alonso ottenne i primi punti stagionali nel Gran Premio di Russia, gara in cui fu protagonista di una rimonta dal quattordicesimo al sesto posto. La stagione proseguì in modo leggermente più positivo della precedente: il pilota spagnolo fu costretto al ritiro per problemi meccanici in sole due occasioni, giungendo a punti con una certa regolarità soprattutto nella seconda metà di campionato. I migliori risultati furono due quinti posti, ottenuti a Monte Carlo e ad Austin; altri piazzamenti a punti sono stati i settimi posti in Ungheria, Belgio, Singapore e Malesia, e i decimi in Brasile e ad Abu Dhabi. Alonso chiuse la stagione in decima posizione, con 54 punti.

##### 2017

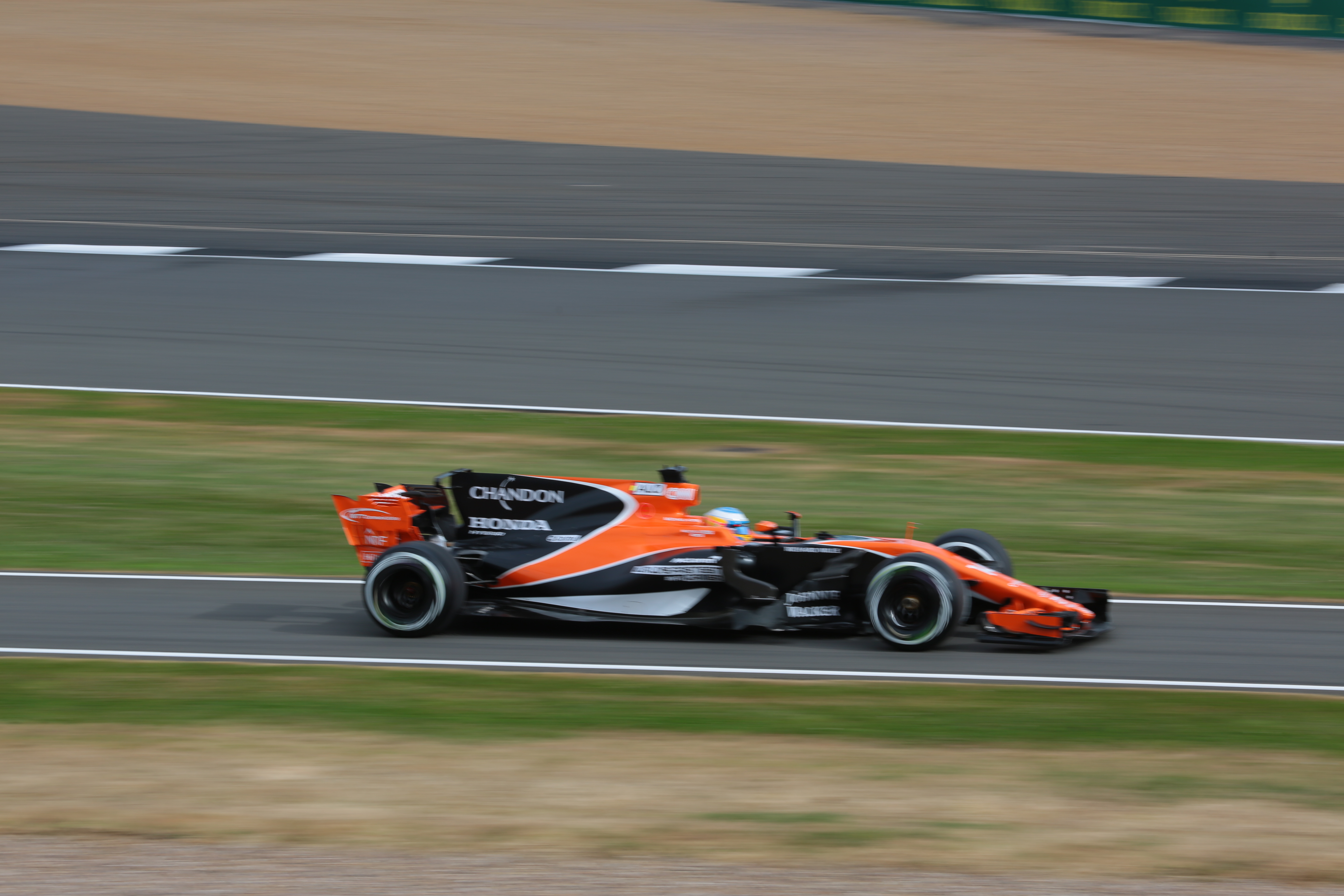
Alonso in Gran Bretagna.

La stagione 2017 iniziò in modo molto negativo per Alonso, che non vide la bandiera a scacchi (pur venendo classificato quattordicesimo nel Gran Premio del Bahrein) in nessuna delle prime quattro gare del campionato.
Ad aprile il pilota spagnolo annunciò la propria partecipazione alla 500 Miglia di Indianapolis con il team Andretti; rinunciando a prendere parte al Gran Premio di Monaco che si disputava nello stesso periodo. Ottenuto il quinto posto in qualifica, disputò un'ottima gara, conducendo anche diversi giri in testa, ma fu costretto al ritiro per problemi al motore a 21 giri dal termine, mentre era in settima posizione; venne comunque classificato 24º.
Disputando tale evento, ricevette il premio come più veloce debuttante dell'anno, il Fastest Rookie Award 2017, grazie alla velocità di 231 300 miglia all'ora (372 241,27 km/h) fatta registrare durante i quattro giri della sessione di qualifica. È stato anche premiato come debuttante dell'anno per questa stessa manifestazione, Indianapolis 500 Rookie of the Year, nel corso del gala tenutosi il lunedì seguente la gara. Tornato in Formula 1, chiuse sedicesimo nel Gran Premio del Canada. Conquistò i primi punti stagionali nel Gran Premio d'Azerbaigian, concludendo nono. Il 30 luglio 2017 ottenne il miglior risultato della stagione nel Gran Premio d'Ungheria, concludendo sesto e facendo registrare il giro più veloce della gara all'ultimo giro. In Belgio lo spagnolo, dopo essere partito dalla decima posizione, si rese protagonista nei primi giri di un'intensa battaglia con Nico Hülkenberg per il settimo posto, ma la scarsa potenza relegò Alonso a metà gruppo. Al venticinquesimo giro fu costretto al ritiro per un problema al motore. La settimana successiva, in Italia, l'asturiano si qualificò tredicesimo, ma partì diciannovesimo per la sostituzione di diverse componenti della power unit e fu costretto al ritiro per un problema al cambio.
A Singapore, dopo aver segnato l'ottavo tempo in qualifica, rimase però coinvolto nell'incidente tra Verstappen, Raikkonen e Vettel, e all'ottavo giro fu costretto al ritiro per via dei danni subiti. Seguirono due undicesimi posti in Malesia e Giappone, poi un ritiro per problemi meccanici negli Stati Uniti. Proprio in occasione della gara oltreoceano, prolungò il suo contratto con la McLaren anche per il 2018. Tornò a punti in Messico, concludendo in decima posizione; nei giri finali ingaggiò un duello con l'ex compagno di squadra Lewis Hamilton, che si laureò campione del mondo per la quarta volta proprio nella stessa gara. In Brasile, partito sesto (miglior risultato stagionale in qualifica), alla prima curva sorpassò Sergio Pérez e si portò in quinta posizione, ma venne passato da Felipe Massa alcuni giri dopo. Passò tutta la gara dietro al brasiliano (al suo ultimo Gran Premio di casa), chiudendo ottavo. Gli ultimi due punti in classifica (17 in totale nell'annata) arrivarono nel conclusivo Gran Premio di Abu Dhabi dove, partito undicesimo, si classificò in nona piazza.

##### 2018

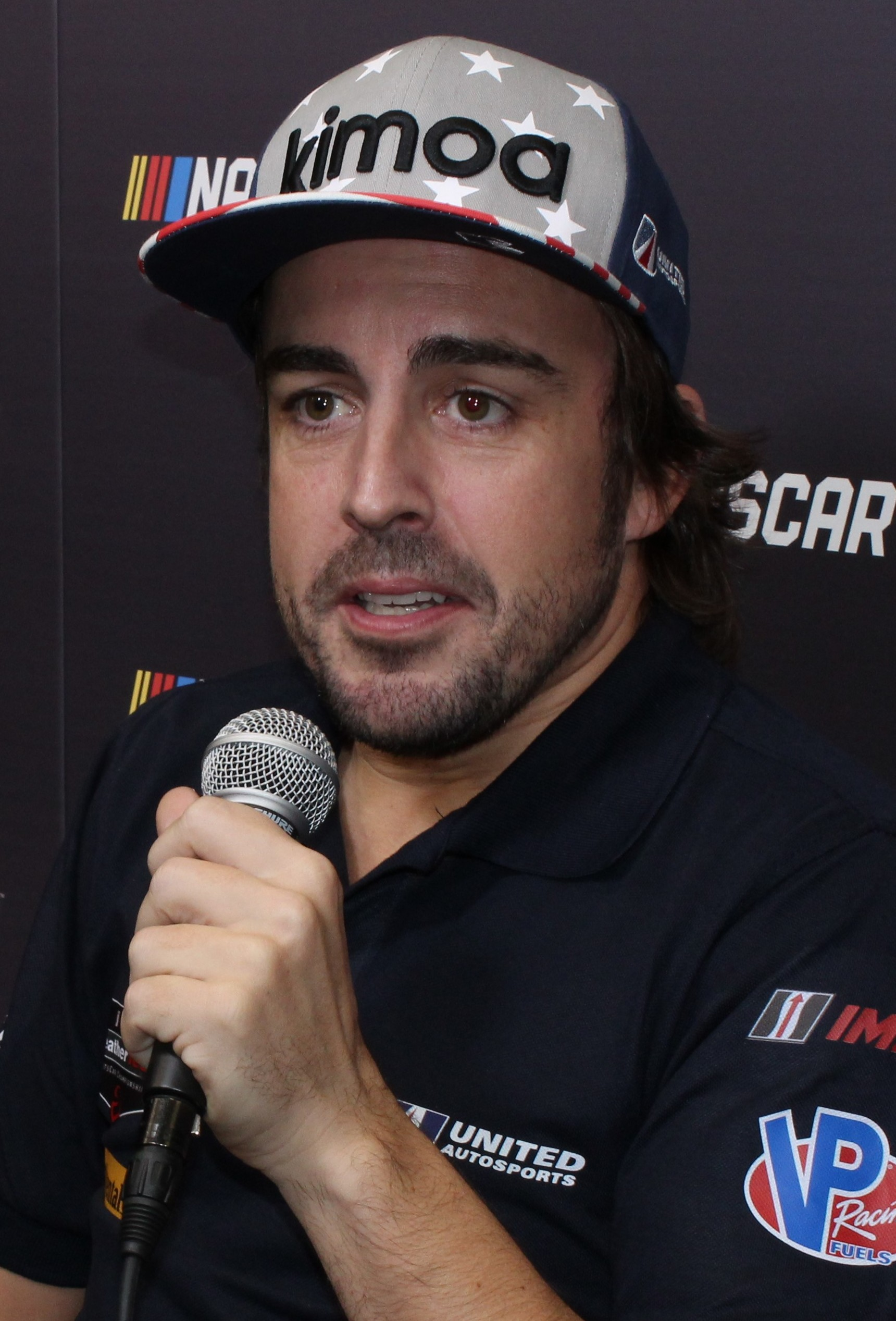
Alonso nel 2018

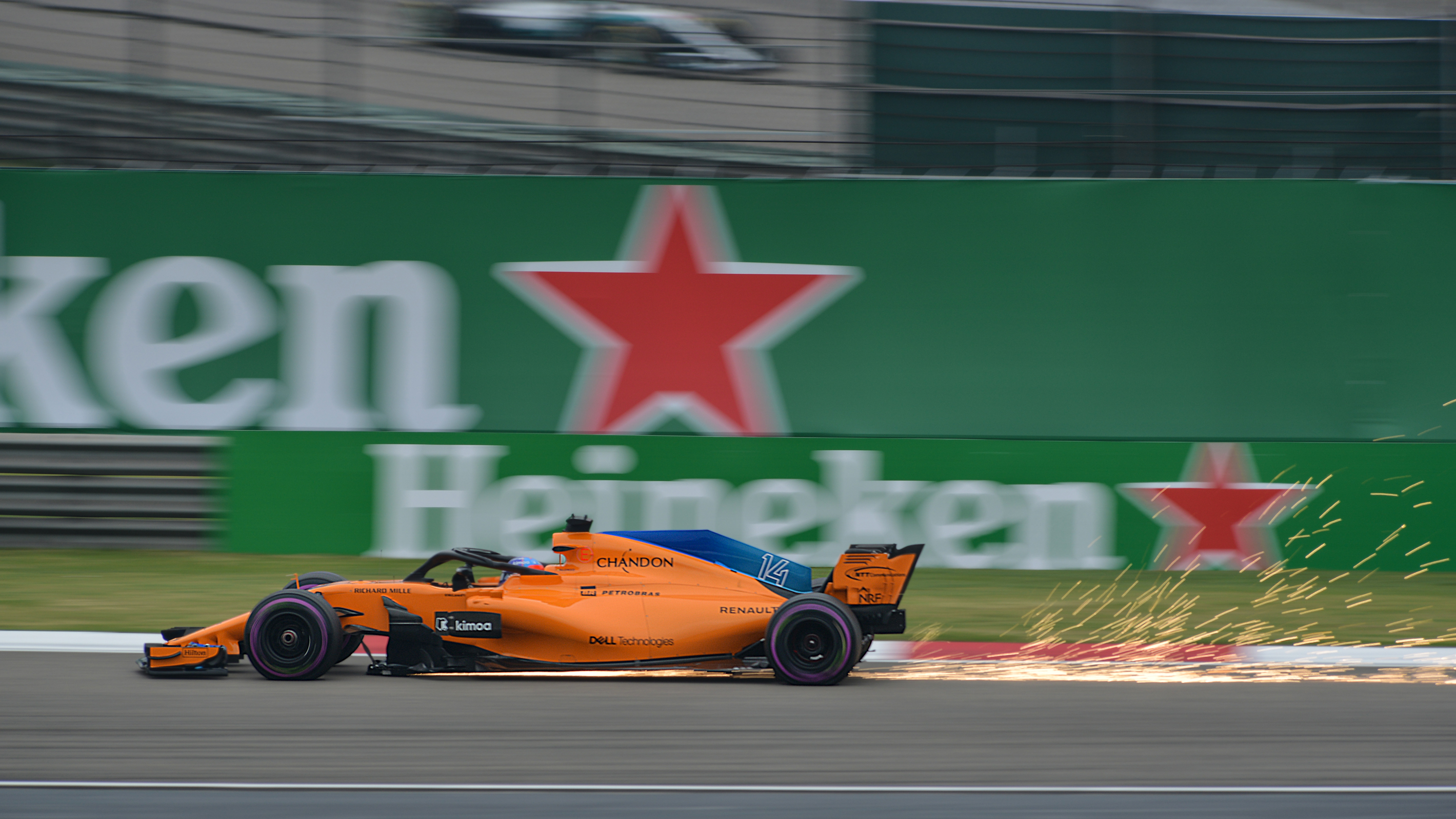
Lo spagnolo impegnato nel Gran Premio di Cina.

Nel 2018 la McLaren cambiò collaborazione tecnica, passando da Honda a Renault. L'inizio di stagione fu positivo sia per Alonso che per la scuderia. Infatti il pilota asturiano concluse in zona punti i primi due Gran Premi (5º in Australia e 7º in Bahrein). Lo spagnolo chiuse a punti anche in Cina, in Azerbaigian (sempre con il settimo posto) e in Spagna (ottavo). Fu costretto al ritiro a Monaco e in Canada. In Francia, sul Paul Ricard, reduce da una brutta qualifica, il pilota spagnolo concluse la gara in sedicesima posizione. Sia in Austria che in Gran Bretagna conquistò l'ottavo posto. Dopo un sedicesimo posto in Germania, concluse ottavo a Budapest. Il 14 agosto, durante la pausa estiva, ufficializzò il suo ritiro dalla Formula 1 a fine stagione. Dopo due ritiri consecutivi in Belgio (tamponato da Nico Hülkenberg) e in Italia, giunse settimo a Singapore. Le ultime sei gare stagionali invece furono parecchio negative per Alonso a causa della scarsa competitività della McLaren che non gli permise di conquistare altri punti. Concluse quindi la stagione con l'undicesimo posto in classifica a quota 50 punti.
Poco prima dell'ultimo gran premio stagionale, la McLaren annuncia che Alonso rimarrà come collaudatore e consigliere della scuderia per il 2019.

#### Il ritorno in Formula 1 con l'Alpine (2021-2022)

##### 2021

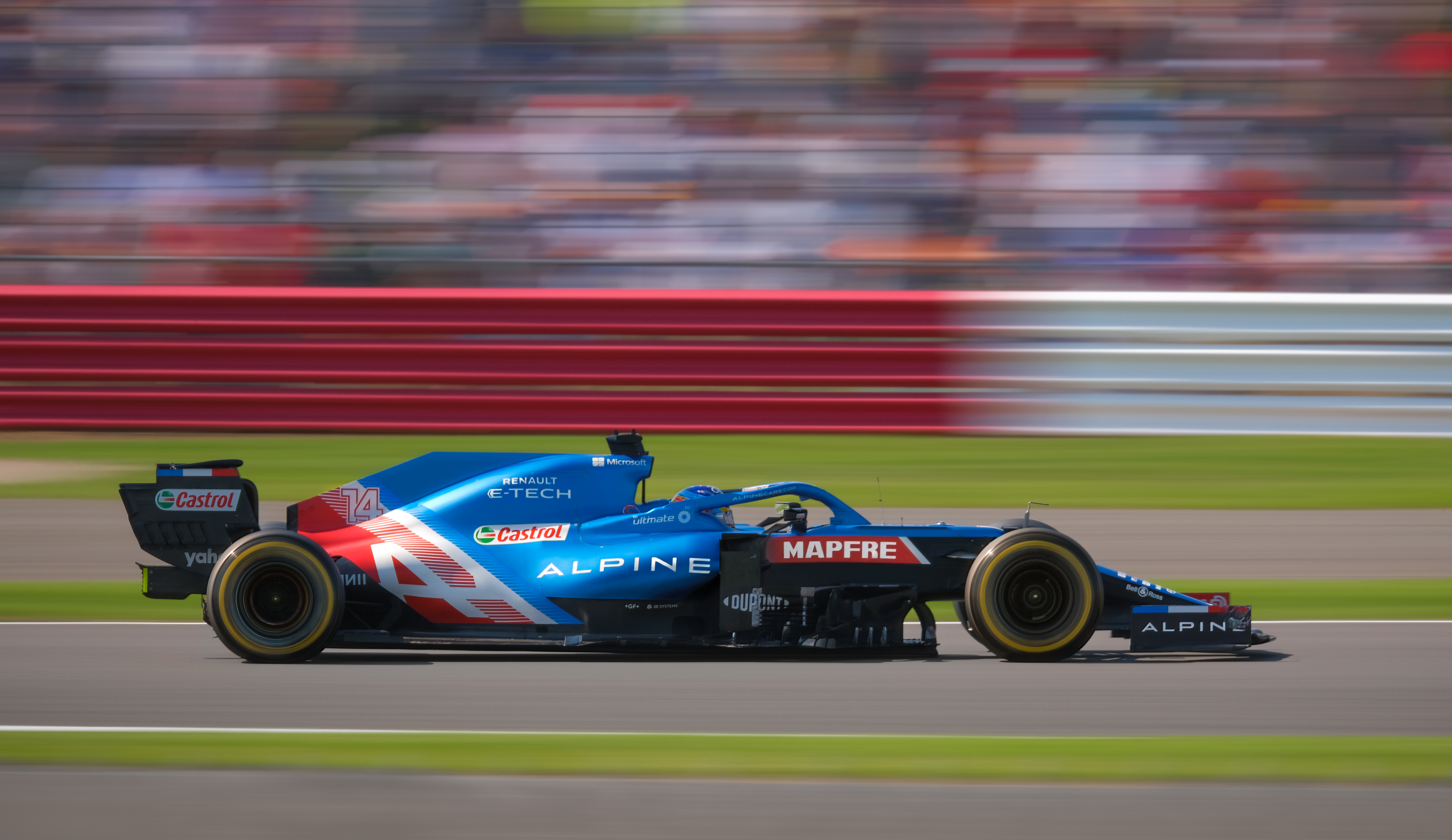
Alonso durante il Gran Premio di Gran Bretagna.

L'8 luglio 2020 la Renault annuncia il ritorno di Fernando Alonso nel Circus. Dal 2021 la stessa scuderia cambia nome in Alpine F1 Team, marchio del gruppo Renault. L'asturiano correrà per la terza volta con la scuderia francese a partire dalla stagione 2021. Per prepararsi al ritorno in Formula 1, Alonso partecipa, con qualche critica, ai test dedicati ai giovani piloti, che si sono tenuti il martedì successivo al week-end di gara del GP di Abu Dhabi, alla guida della Renault R.S.20.
Dopo un ritiro nel primo appuntamento stagionale, Alonso torna a punti nel secondo GP della stagione a Imola, con un 10º posto; si tratta dei primi punti dal GP di Singapore del 2018. Successivamente, nel Gran Premio del Portogallo, Alonso parte in tredicesima posizione e arriva ottavo, avendo compiuto un'ottima rimonta nella seconda parte di gara. In Azerbaigian Alonso termina sesto, sorpassando diverse vetture nel corso dell'ultimo giro e ottenendo il miglior risultato dal suo rientro in Formula 1. Ancora migliore è il risultato in Ungheria, dove Alonso si classifica quarto dopo aver battagliato con Lewis Hamilton. Prima del Gran Premio del Belgio il team Alpine gli estende il contratto di un altro anno, ovvero fino alla fine del 2022.
Nelle tre gare seguenti Alonso ottiene altrettanti piazzamenti a punti, giungendo rispettivamente sesto, ottavo e sesto nei Gran Premi d'Olanda, Italia e Russia. In Turchia, dopo aver ottenuto il quinto tempo in qualifica, scivola fuori dalla zona punti a causa di un contatto con Pierre Gasly. Successivamente, nel Gran Premio del Qatar, torna sul podio dopo 7 anni, arrivando terzo.
Alonso chiude la stagione al decimo posto in classifica piloti con un totale di 81 punti, 7 in più del compagno di squadra Esteban Ocon.

##### 2022

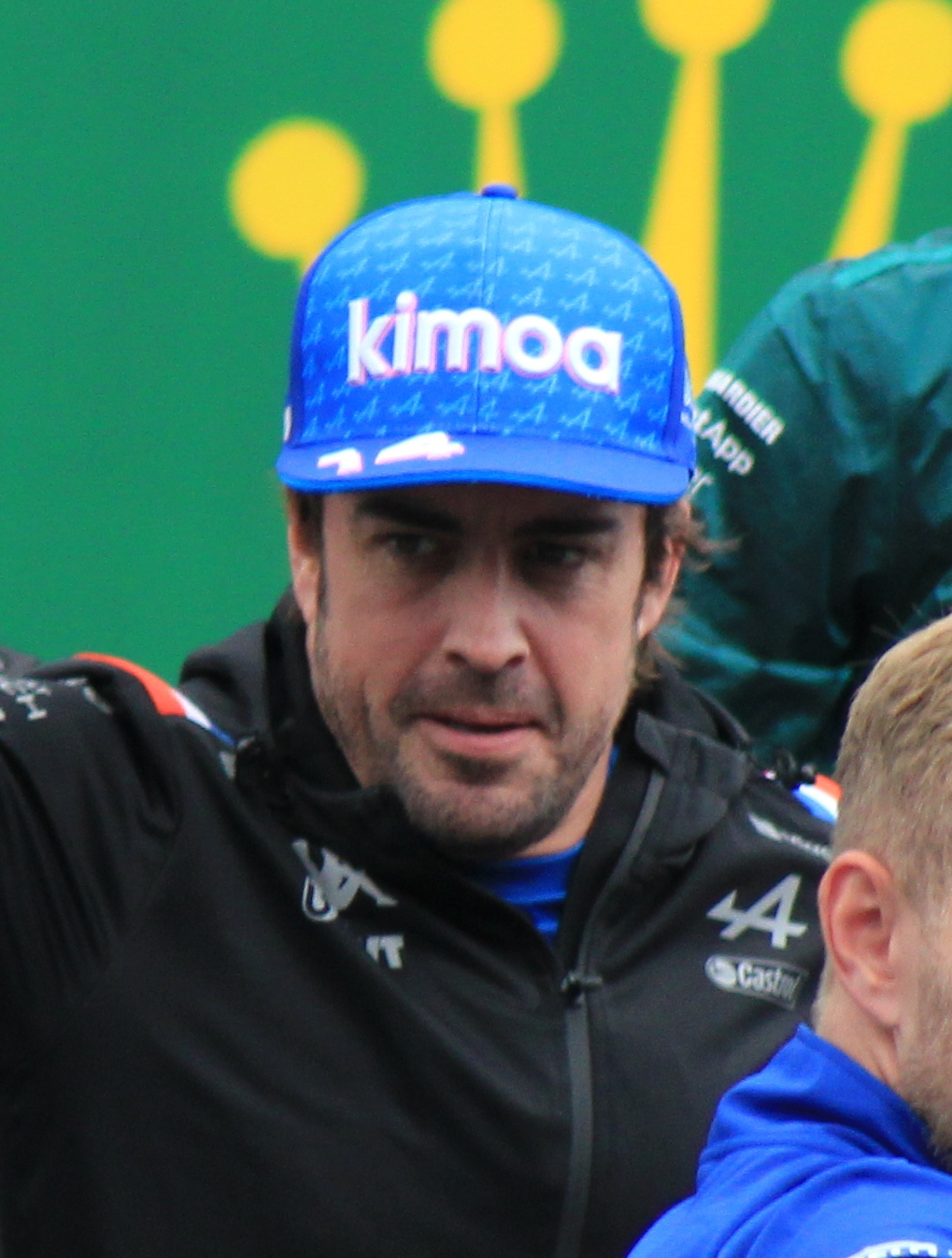
Alonso in Alpine.

La stagione di Alonso comincia con un nono posto conquistato in Bahrain. Nelle successive quattro gare, tuttavia, diversi contrattempi impediscono al pilota spagnolo di ottenere punti: in Arabia Saudita è costretto al ritiro da un guaio tecnico mentre si trova in settima posizione, mentre a Imola il ritiro arriva dopo un contatto con Mick Schumacher. A Miami arriva ottavo al traguardo, ricevendo però due penalità che lo fanno scivolare fuori dalla zona punti. Nel Gran Premio di casa a Barcellona Alonso torna a punti arrivando nono dopo essere partito ultimo. Nelle due gare seguenti a Monaco e Baku ottiene due settimi posti. Nelle qualifiche del Gran Premio del Canada Alonso conquista la prima fila per la prima volta dal Gran Premio di Germania 2012 finendo poi nono. Successivamente al Gran Premio di Gran Bretagna finisce al quinto posto. Nelle gare seguenti ottiene altri punti, eguagliando il miglior risultato stagionale in Belgio, dove arriva quinto. Il sesto posto ottenuto in Olanda è il decimo piazzamento a punti consecutivo per lo spagnolo. Il Gran Premio d'Italia è la 349ª gara in Formula 1 per Alonso, che raggiunge così il record di Kimi Räikkönen di Gran Premi disputati nella categoria. Nella gara successiva a Singapore terminata con un ritiro per guasto meccanico, raggiunge 350 gare complessive, superando di fatto Kimi Räikkönen e ottiene il primato assoluto di pilota con più Gran Premi disputati nella storia della Formula 1.

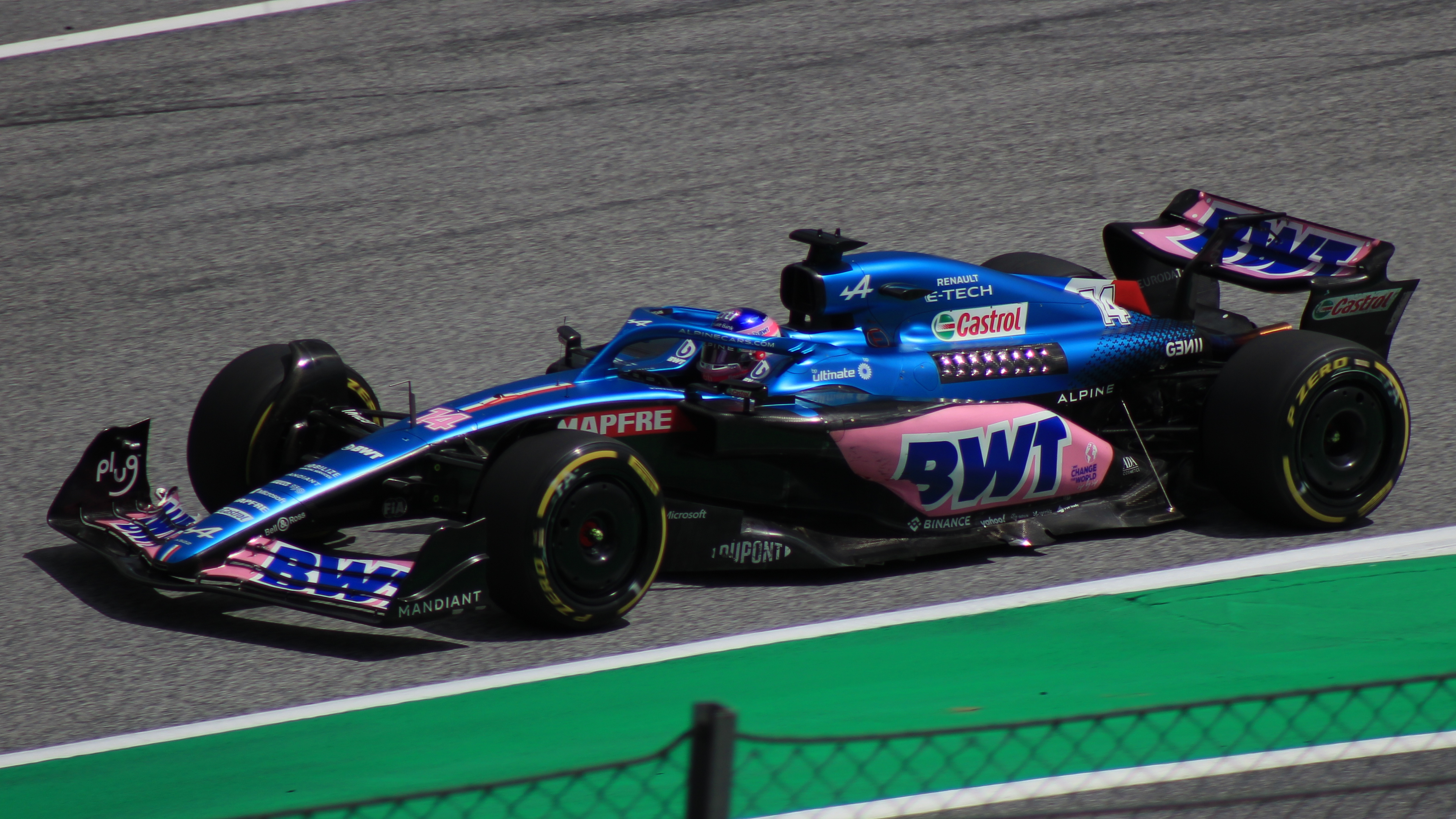
Alonso in Austria.

Nel Gran Premio degli Stati Uniti Alonso è vittima di un incidente con Lance Stroll, che costringe quest'ultimo al ritiro; lo spagnolo continua la sua corsa nonostante la vettura sia lievemente danneggiata, riuscendo anche a risalire fino al settimo posto finale. Dopo la gara, in seguito ad una protesta della Haas, Alonso riceve 30 secondi di penalità sul tempo di gara per la perdita dello specchietto di destra dovuta all'incidente, scivolando al 15º posto. L'Alpine avvia una protesta contro l’ammissibilità di quella della Haas, arrivata 24 minuti dopo il limite massimo previsto per presentare delle contestazioni inerenti all’esito del Gran Premio. Le due scuderie vengono convocate in videoconferenza il giovedì prima della disputa del successivo Gran Premio di Città del Messico. La protesta viene ammessa, quindi arriva la sentenza di appello che sancisce la revoca della penalità ad Alonso, che riacquisisce così la settima posizione ottenuta in gara. Al Gran Premio di Abu Dhabi Alonso si ritira per problemi al motore. Quest’ultimo ritiro sancisce, per la seconda volta nella carriera, la sconfitta contro il compagno di squadra nel campionato piloti.

#### Il passaggio all'Aston Martin (2023-)

##### 2023
Il 1º agosto 2022, l'Aston Martin annuncia l'ingaggio di Alonso a partire dal 2023, a fronte di un contratto pluriennale. A novembre debutta con la nuova scuderia Aston Martin a bordo della Aston Martin AMR22 in occasione dei test post-stagionali.

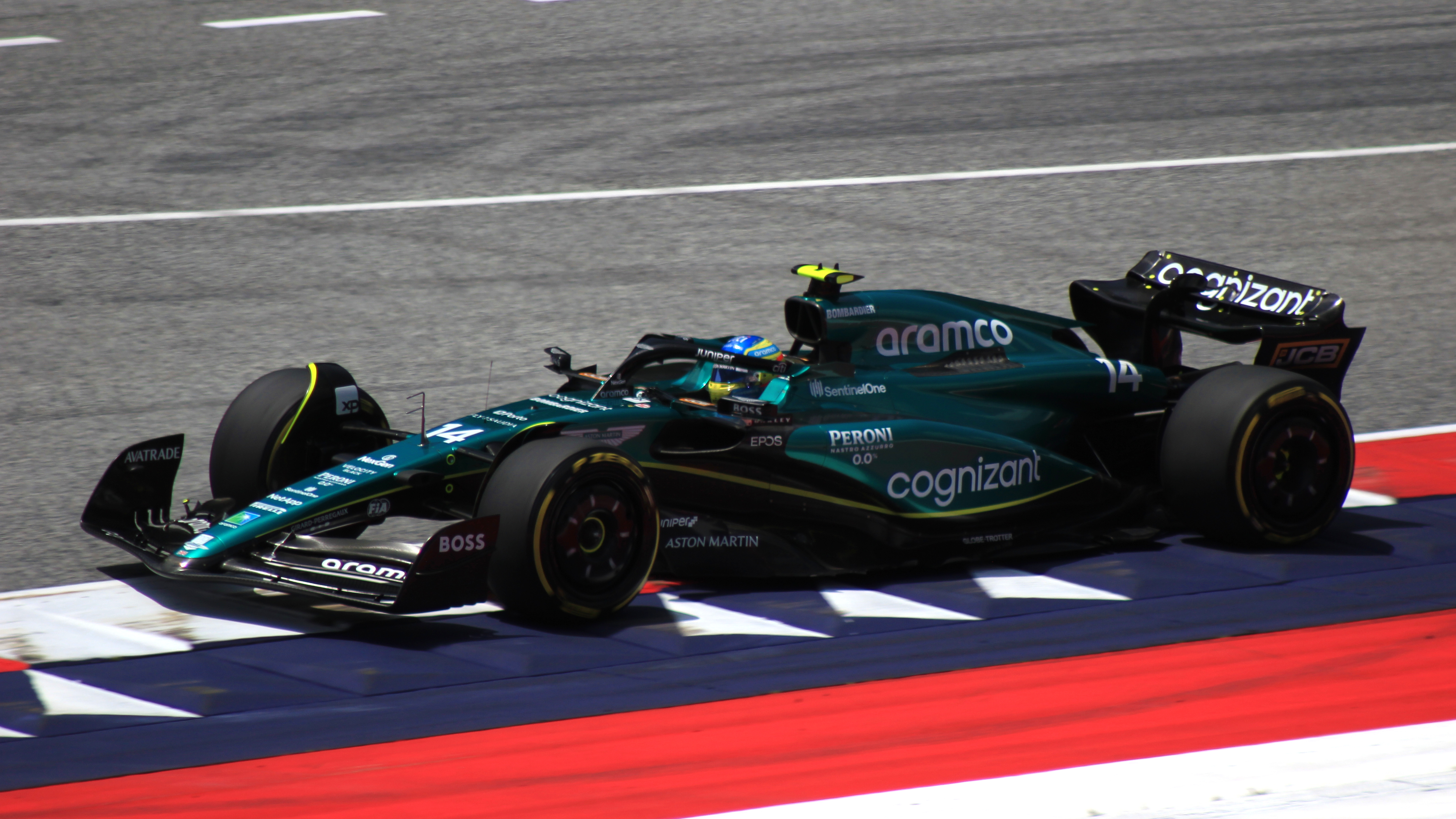
Fernando Alonso impegnato al Gran Premio d'Austria.

La stagione 2023 per Alonso e l'Aston Martin incomincia nel migliore dei modi, la monoposto del team infatti si dimostra molto competitiva fin dai primi test invernali e al primo Gran Premio Alonso riesce a conquistare il podio in Bahrein arrivando terzo dietro le due Red Bull. Nel Gran Premio d'Arabia Saudita ottiene ancora il terzo posto in gara, per Alonso è il 100° podio in Formula 1 e successivamente chiude terzo anche in Australia. Nella gara di Baku si corre il primo weekend della stagione con la Sprint Race dove Alonso arriva sesto, mentre nella gara di domenica conclude quarto a pochi decimi dalla vettura che lo precede. Ritorna al podio nel Gran Premio di Miami giungendo per la quarta volta su 5 gran premi terzo al traguardo. A Monaco e in Canada termina nuovamente a podio, raggiungendo in entrambe le gare il secondo posto.
A partire dall'appuntamento austriaco l'Aston Martin è protagonista di un gravoso calo prestazionale (complici anche i progressi compiuti da Mercedes, McLaren e Ferrari), che si prolunga sino alla pausa estiva, perdendo tra l'altro il 3º posto in classifica costruttori.
Nel Gran Premio d'Olanda, al rientro dalla pausa, Alonso dopo 5 gare fuori dal podio giunge 2º, facendo inoltre segnare dopo ben 5 stagioni in massima serie il giro veloce. Durante le successive 6 gare l'Aston Martin non si dimostra competitiva, a Singapore per Alonso arriva la prima gara fuori dai punti da inizio stagione, mentre ad Austin si ritira in gara per la prima volta nel 2023 per un problema tecnico. Arrivati in Brasile sorprendentemente la scuderia di Silverstone si dimostra veloce, guadagnando con Alonso e Stroll la seconda fila in qualifica. In gara il pilota spagnolo si rende protagonista di un duello e una difesa mozzafiato contro il rivale della Red Bull Sergio Pérez, guadagnando al termine della corsa il terzo posto per soli 5 centesimi al traguardo, mentre a Las Vegas conclude nono dopo una gara incolore.
Il circuito di Yas Marina vede quindi Sainz, Norris, Leclerc ed Alonso sfidarsi per la quarta posizione in classifica piloti. Contro ogni pronostico, sarà proprio l'ultraquarantenne spagnolo a riuscire nell'impresa, concludendo quindi al quarto posto in classifica piloti la sua prima stagione in Aston Martin, grazie ad un totale di 8 podi, un giro veloce e 206 punti (132 in più del compagno di squadra).

##### 2024

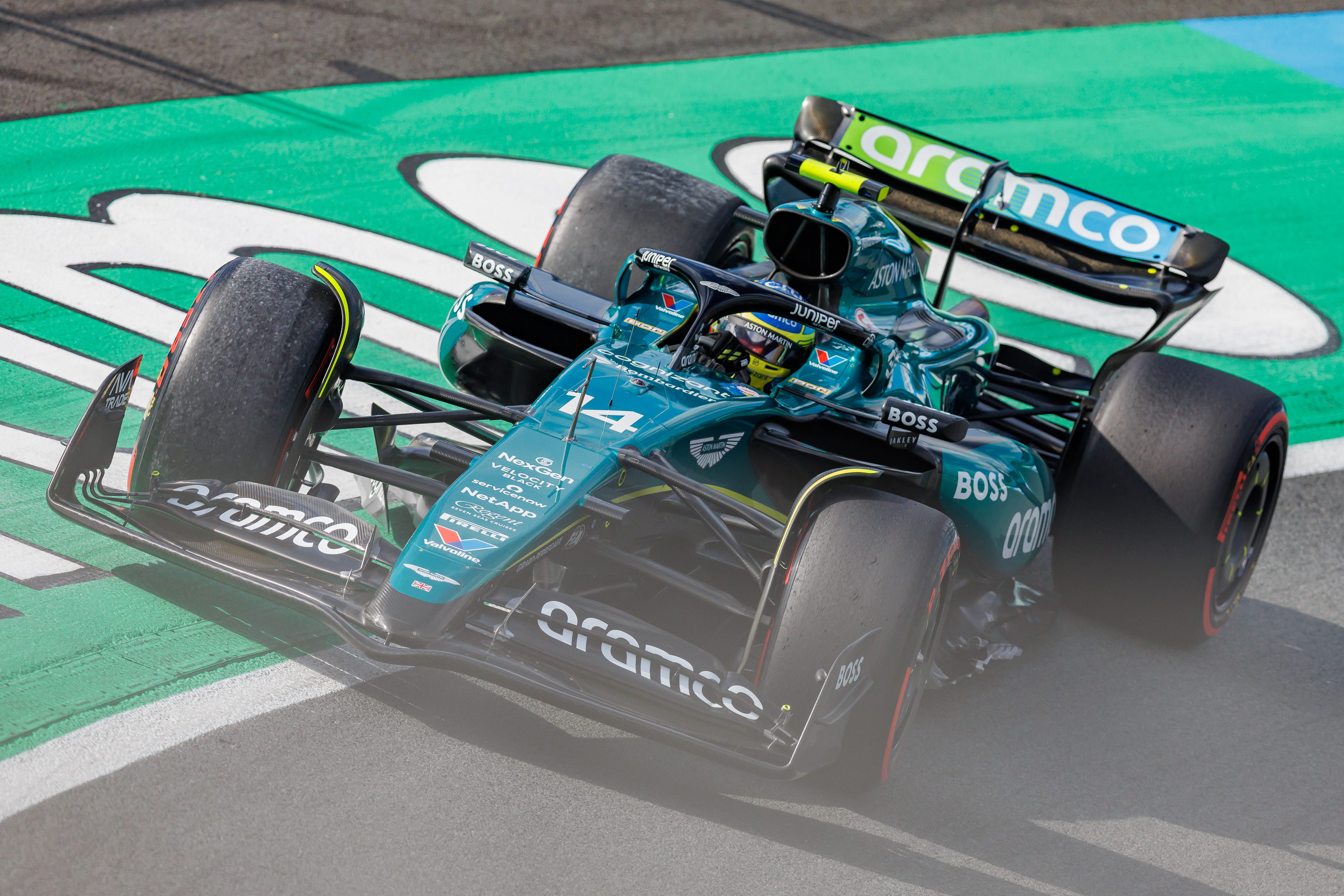
Alonso a bordo della AMR24 al Gran Premio d'Olanda.

Ad inizio stagione la vettura del team inglese si dimostra meno competitiva della stagione precedente, ma capace di occupare costantemente la zona punti. Alonso inizia la sua stagione con un nono posto in Bahrein. Nel successivo appuntamento in Arabia Saudita ottiene il suo miglior risultato stagionale, tagliando il traguardo in quinta posizione. Va a punti anche nelle due gare successive in Australia e Giappone rispettivamente in ottava e sesta posizione.
L'11 aprile 2024, Aston Martin ed Alonso trovano un accordo per prolungare il contratto del pilota spagnolo fino al 2026.
Al Gran Premio di Cina conquista il terzo posto sia nelle Sprint Shootout del venerdì pomeriggio - ritirandosi nella gara del sabato mattina a causa di un contatto - sia nelle qualifiche del sabato pomeriggio, chiudendo settimo alla domenica con il punto del giro veloce. Nelle due successive gare non riesce a totalizzare punti, mentre in Canada chiude al sesto posto davanti al compagno di squadra. Nei successivi cinque appuntamenti, prima della sosta estiva, riesce ad andare a punti solamente in Gran Bretagna ed in Belgio, tagliando il traguardo ottavo in entrambe le occasioni. Dopo la pausa, le prestazioni della sua vettura subiscono un notevole calo con lo spagnolo che coglie il decimo posto in Olanda, mentre in Azerbaigian e a Singapore ottiene un sesto ed ottavo posto. Non termina più a punti fino agli ultimi due appuntamenti stagionali, dove termina in settima posizione in Qatar ed in nona ad Abu Dhabi. Conclude la sua stagione al nono posto, primo escludendo i top team, con 70 punti ottenuti.

##### 2025
Il Mondiale inizia decisamente male per Alonso e l'Aston Martin, con la vettura che palesa da subito gravi lacune rispetto alla concorrenza. Nelle prime gare non totalizza punti, con un ritiro per incidente a Melbourne, un ritiro per guasto tecnico in Cina e una serie di piazzamenti fuori dai punti, in questa prima fase coglie come migliori risultati tre undicesimi posti in Giappone, a Jeddah e ad Imola.
Proprio nell'appuntamento romagnolo un pacchetto di aggiornamenti da nuova linfa alla vettura, tanto che Alonso piazza l'auto in quinta posizione in qualifica, salvo doversi accontentare in gara dell'undicesimo posto a causa di una strategia sbagliata. Non va meglio a Monaco, dove ancora arriva in Q3, ma in gara deve ritirarsi per problemi tecnici mentre occupava la settima posizione. In Spagna entra per la prima volta in zona punti, arrivando nono, va anche a punti nelle successive tre gare, arrivando due volte settimo, in Canada e Austria, e una volta nono in Gran Bretagna; dopo un diciassettesimo posto in Belgio chiude l'ultima gara prima della pausa estiva in Ungheria al quinto posto, miglior risultato suo e per il team dal Gran Premio d'Arabia Saudita 2024.

### 500 Miglia di Indianapolis

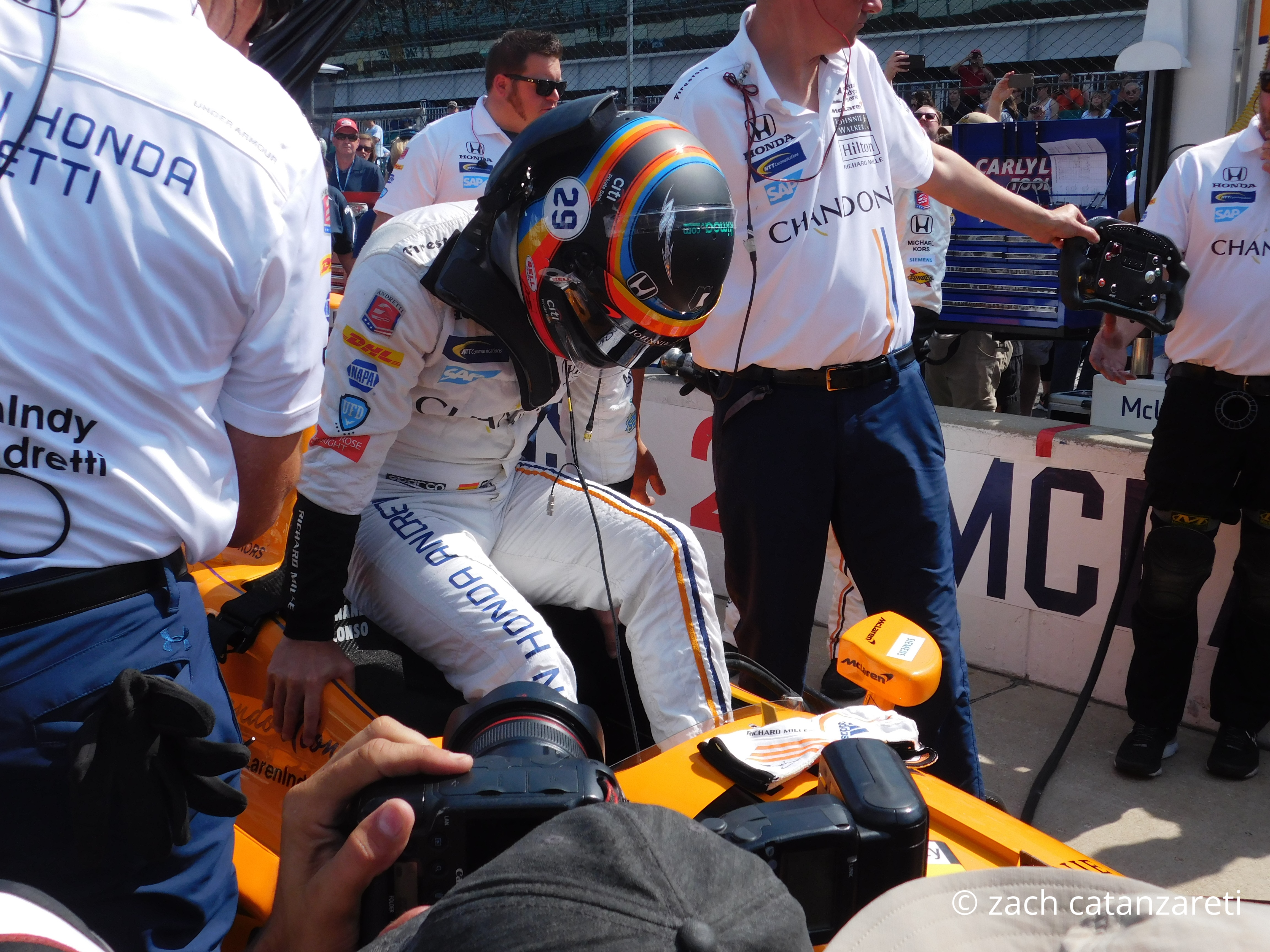
Fernando Alonso si appresta a salire sulla sua Dallara DW12/Honda prima del via della 500 Miglia

#### 2017
Nel 2017 Alonso partecipò alla 500 Miglia di Indianapolis alla guida di una McLaren Honda della squadra Andretti Autosport. Riuscì a partire dalla quinta posizione, in seconda fila, ma alla partenza fu sorpassato quasi subito e arretrò fino alla nona posizione. L'andamento della gara fu altalenante per il pilota spagnolo: grazie ad una serie di sorpassi arrivò a guidare la corsa dalla prima posizione, per poi essere nuovamente superato; riuscì a tornare in testa al centotrentunesimo giro, ma in seguito perse altre posizioni. Un guasto al motore avvenuto a 21 giri dalla fine lo costrinse al ritiro. Il 5 settembre 2018 prese parte ad un test a Birmingham, in Alabama, provando una vettura Indycar sul circuito Barber Motorsports Park. Il test, avvenuto in preparazione alla partecipazione di Alonso alla 500 miglia del 2019, ha visto il pilota spagnolo cimentarsi alla guida di una macchina ancora una volta messa a disposizione dal team Andretti Autosport.

#### 2019

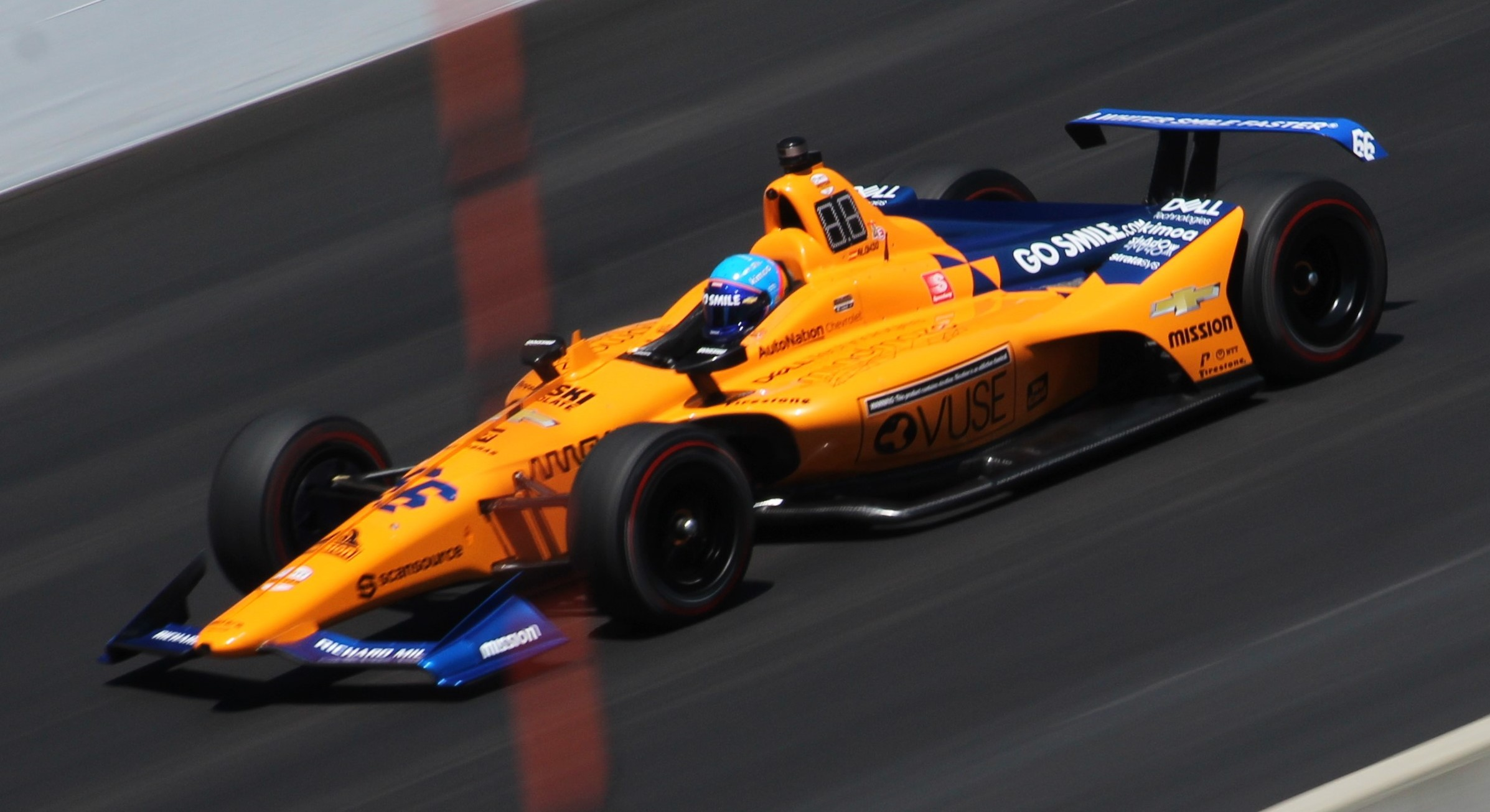
Alonso alla 500 Miglia di Indianapolis 2019, con la Dallara del team McLaren Racing.

Nel novembre 2018 venne annunciata la partecipazione di Alonso alla 500 Miglia di Indianapolis 2019, questa volta con una vettura schierata direttamente dalla McLaren Racing con motorizzazione Chevrolet. Visto il risultato precedente, la qualificazione alla gara sarebbe dovuta essere una formalità, ma complice la poca esperienza del nuovo Team McLaren, che portò Alonso ad avere una vettura difficile da guidare e vari colpi di sfortuna, come l'incidente nelle prove libere e successivamente una foratura durante le prime qualifiche condannò il pilota spagnolo, nella sessione di qualifica decisiva, a non essere abbastanza veloce per riuscire a entrare nei 33 posti disponibili per essere ammessi alla gara condannandolo, clamorosamente, all'esclusione.

#### 2020
Nel 2020 Alonso tenta nuovamente di conquistare la 500 miglia e completare così la tripla corona. Dopo essere stato protagonista di un incidente nelle prove libere, in qualifica ottiene il 28º tempo che gli vale la penultima fila, mentre in gara concluderà al 21º posto.

### 24 Ore di Daytona

#### 2018

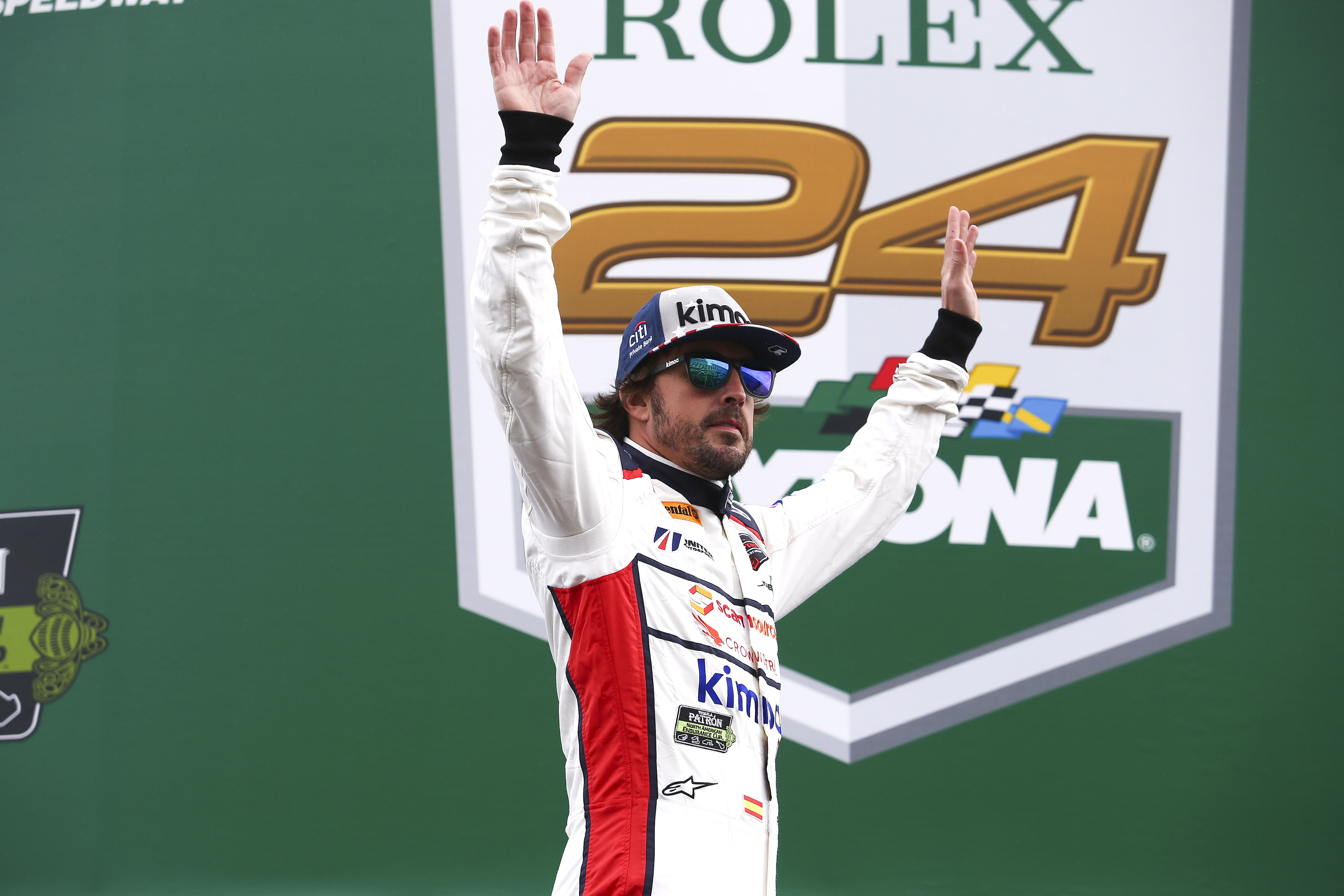
Alonso alla 24 Ore di Daytona 2018

Nel 2018 prese parte alla 24 Ore di Daytona, in preparazione alla stagione del Campionato del mondo Endurance. A Daytona Alonso guidò una Ligier JS P217 del team United Autosports con l'obiettivo di piazzarsi tra i primi cinque, ma lui e gli altri membri dell'equipaggio (Lando Norris e Phil Hanson) chiusero la gara in trentottesima posizione, a causa di una foratura che provocò danni a parte della carrozzeria, e di problemi all'impianto frenante e all'acceleratore.

#### 2019

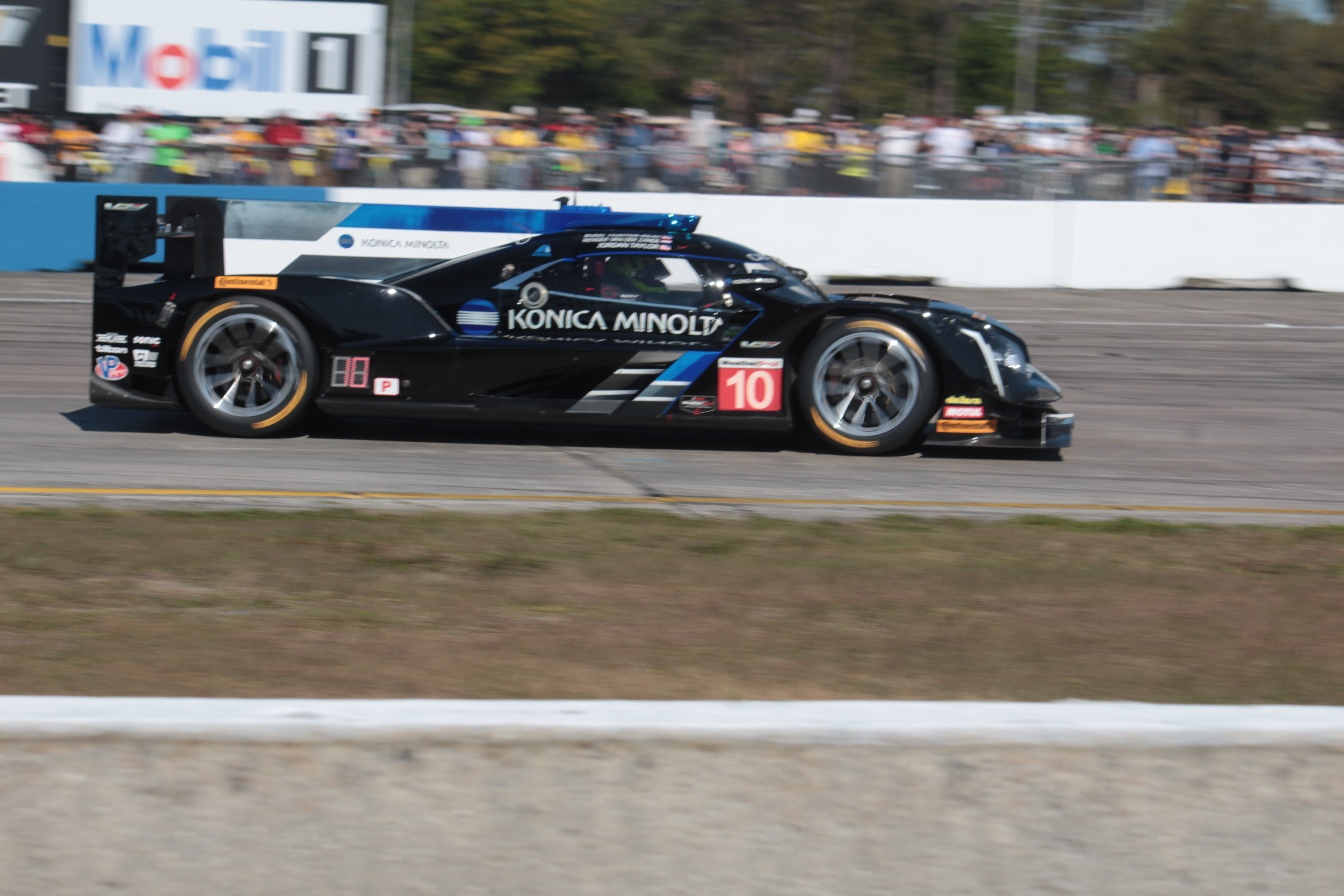
La Cadillac con cui Alonso ha vinto la 24 Ore di Daytona.

L'anno successivo Alonso prese nuovamente il via alla 24 Ore di Daytona, stavolta alla guida della Cadillac DPi-V.R n.10, condivisa con Kamui Kobayashi, Renger van der Zande e Jordan Taylor, vincendo, dopo che la gara è stata interrotta anticipatamente a causa della pioggia.

### Campionato del mondo endurance

#### 2018-2019

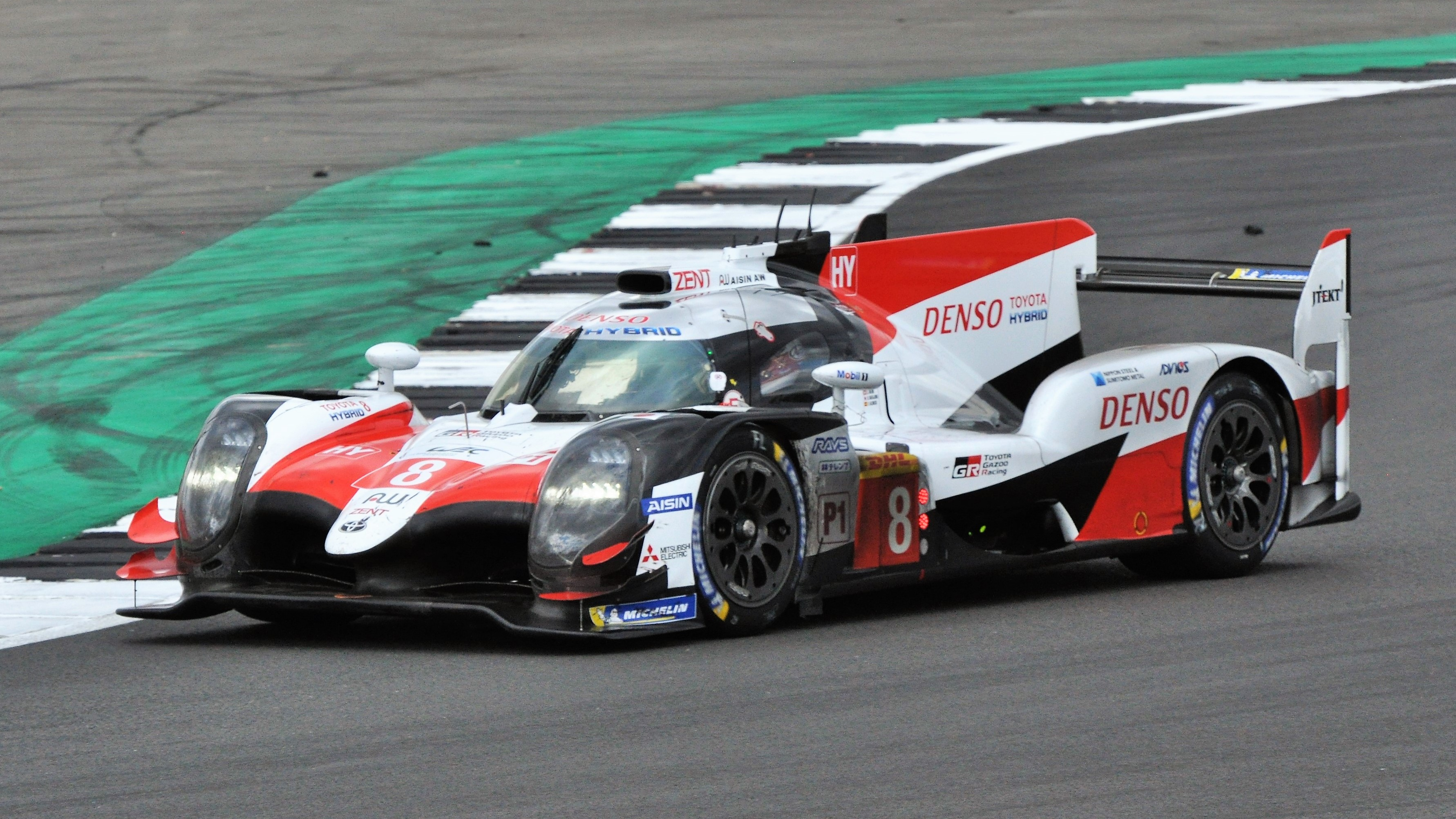
La Toyota TS050 Hybrid, vettura con cui Alonso si è aggiudicato la 24 Ore di Le Mans 2018 con Kazuki Nakajima e Sébastien Buemi.

Nel 2018 Alonso partecipò al Campionato del mondo endurance parallelamente all'attività in Formula 1 con la Toyota. La stagione cominciò nel migliore dei modi per l'equipaggio della Toyota composto da Alonso, Kazuki Nakajima e Sébastien Buemi, che vinsero la 6 ore di Spa, con un secondo e mezzo di vantaggio sull'altra Toyota. Alonso nel finale di gara riuscì a resistere agli attacchi di Mike Conway, portando a casa la vittoria.
Il 17 giugno 2018 vinse la 24 Ore di Le Mans, secondo appuntamento della stagione, alla guida della Toyota TS050 Hybrid numero 8, insieme ai compagni di squadra Nakajima e Buemi, regalando al costruttore giapponese la prima storica vittoria nella competizione. La gara vide Alonso recuperare, durante uno stint notturno, lo svantaggio rispetto alla Toyota numero 7, causato da una penalità di un minuto. L'equipaggio della Toyota numero 8 si portò al comando all'alba, restandoci fino a fine gara e vincendo con due giri di vantaggio sull'altra Toyota, attardata da problemi tecnici.
La stagione proseguì con la 6 ore di Silverstone, in cui però entrambe le vetture della Toyota, dopo aver concluso al primo e secondo posto, furono squalificate per non aver superato le verifiche tecniche. Nelle successive gare, sul Circuito del Fuji e su quello di Shanghai, Alonso e i suoi compagni si classificarono al secondo posto della classifica, chiudendo in entrambe le occasioni dietro la vettura gemella della Toyota. Alla 1000 Miglia di Sebring e alla 6 ore di Spa trionfò davanti alla Toyota numero 7 e alla Rebellion numero 3 rispettivamente.
Il 15 e 16 giugno 2019 bissó il successo alla 24 Ore di Le Mans sempre sulla Toyota TS050 numero 8, con lo stesso equipaggio dell’anno precedente, vincendo nella stessa occasione il titolo riservato ai piloti nella categoria LMP1.

### Rally Dakar
Nel 2020 Alonso prese il via alla quarantaduesima edizione del Rally Dakar con il team Toyota Gazoo Racing. Ha concluso la gara in tredicesima posizione, con un secondo posto come miglior piazzamento di tappa. Una fermata per riparazioni alla seconda tappa e un incidente durante la decima gli hanno fatto perdere diverse ore, compromettendo il suo risultato finale in classifica generale.

## A14 Management
Nel marzo del 2022 Alonso insieme a Albert Resclosa Coll e Alberto Férnandez Albilares fondano l'A14 Management, un programma di gestione di giovani piloti. A14 non è da intendersi come una scuola ma quanto un team che aiuterà i giovani piloti a crescere nelle varie categorie e a trovare i giusti spazi all’interno delle varie categorie del motorsport. Il primo pilota ad unirsi è Clément Novalak, francese impegnato in Formula 2. In seguito si aggiungono altri due piloti, Nikola Tsolov e Gabriel Bortoleto.
In seguito si aggiungono nuovi piloti da diverse categorie del motorsport.
| Pilota               | Anni          | Campionato attuale*       | Squadra                   | Titoli**                          |
| -------------------- | ------------- | ------------------------- | ------------------------- | --------------------------------- |
| Nikola Tsolov        | 2022-presente | Formula 3                 | Campos Racing             | F4 spagnola (2022)                |
| Gabriel Bortoleto    | 2022-presente | Formula 1                 | Kick Sauber               | Formula 3 (2023) Formula 2 (2024) |
| Maximilian Günther   | 2023-presente | Formula E                 | DS Penske                 | Nessuno                           |
| Pepe Martí           | 2023-presente | Formula 2                 | Campos Racing             | Nessuno                           |
| Carl Wattana Bennett | 2023-presente | Asian Le Mans Series      | Absolute Racing           | Nessuno                           |
| Chloe Chambers       | 2024-presente | F1 Academy 2025           | Campos Racing             | Nessuno                           |
| Daniel Juncadella    | 2024-presente | FIA WEC-GT3               | TF Sport                  | Nessuno                           |
| Matisse Lismont      | 2024-presente | GT World Challenge Europe | Comtoyou Racing           | Nessuno                           |
| Niels Koolen         | 2024-presente | Indy NXT 2025             | Chip Ganassi Racing       | Nessuno                           |
| Diego Ruiloba        | 2024-presente | WRC-2                     | Citroën                   | Nessuno                           |
| Brad Majman          | 2024-presente | Kart                      |                           |                                   |
| Alexander Jacoby     | 2024-presente | Kart                      |                           |                                   |
| Ex Piloti            |               |                           |                           |                                   |
| Clément Novalak      | 2022-2024     | European Le Mans Series   | Inter Europol Competition | Nessuno                           |

(*) Stagione 2025.
(**) Durante la permanenza nella A14 Management.

## Casco

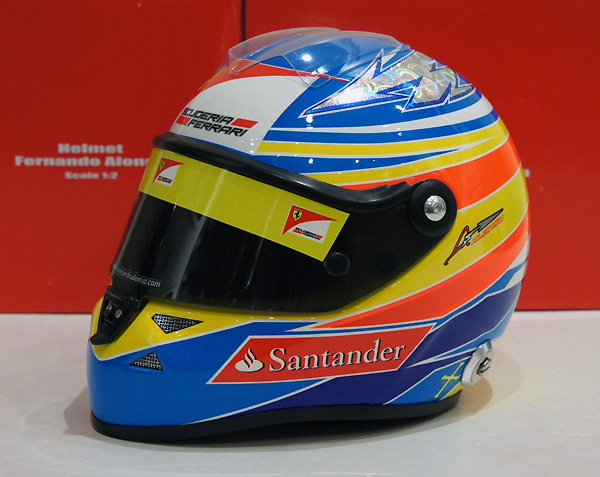
Il casco di Fernando Alonso utilizzato nel 2011, quando guidava per la Ferrari.

Il casco di Alonso è azzurro, con ai lati tre strisce rosse e gialle (che rappresentano la bandiera della Spagna) e alcuni dettagli blu e azzurri (nella parte inferiore è presente la bandiera delle Asturie), con due lampi disegnati nella parte superiore del casco. Nella stagione 2007, Alonso cambiò temporaneamente i colori del casco da rosso, giallo e azzurro a nero, argento e rosso (anche se nei test della McLaren usò un casco tutto bianco). Al Gran Premio di Monaco 2013 Alonso svela un nuovo casco, i cui colori dominanti sono il bianco e il dorato, ai lati un puzzle per celebrare i 32 successi ottenuti dal pilota, dal primo in Ungheria nel 2003 fino all'ultimo a Barcellona. Sulla parte superiore del casco, invece, un altro puzzle, ancora dorato, per rappresentare un planisfero. Durante il Gran Premio di Abu Dhabi 2014, indossa per l'occasione (ultima gara in forza alla Ferrari) un casco celebrativo, con un pit-stop con sfondo rosso sulla destra e le firme dei suoi compagni di squadra dall'altra. In mezzo alla calotta è presente il tricolore italiano.
Nella stagione 2018, Fernando adotta un casco diverso dal classico casco adottato durante la sua carriera. Nella parte anteriore predomina il blu e il classico azzurro del pilota mentre nella parte posteriore i colori principali sono il giallo e il rosso. Durante il Gran Premio di Abu Dhabi 2018, in occasione del suo ultimo Gran Premio in Formula 1, adotta un casco celebrativo diviso in due metà uguali, una metà adotta un design simile a quello adottato durante la stagione 2001 mentre l’altra adotta il design regolare usato durante la stagione.
Al ritorno il Formula 1 nel 2021 l’asturiano adotta un casco simile a quello usato per la gran parte della sua carriera ma con colore predominante il blu scuro.
Nella stagione 2022 il casco non presenta la bandiera spagnola, sostituita dal rosa dello sponsor austriaco BWT AG.

## Risultati

### Risultati in Formula 1
| 2001 | Scuderia | Vettura |    |    |     |     |    |     |     |     |    |     |    |    |     |    |    |     |    |  |  |  |  |  |  |  | Punti | Pos. |
| ---- | -------- | ------- | -- | -- | --- | --- | -- | --- | --- | --- | -- | --- | -- | -- | --- | -- | -- | --- | -- |  |  |  |  |  |  |  | ----- | ---- |
| 2001 | Minardi  | PS01    | 12 | 13 | Rit | Rit | 13 | Rit | Rit | Rit | 14 | 17* | 16 | 10 | Rit | NP | 13 | Rit | 11 |  |  |  |  |  |  |  | 0     | 23º  |

| 2003 | Scuderia | Vettura |   |   |   |   |   |     |   |   |   |     |     |   |   |   |     |     |  |  |  |  |  |  |  |  | Punti | Pos. |
| ---- | -------- | ------- | - | - | - | - | - | --- | - | - | - | --- | --- | - | - | - | --- | --- |  |  |  |  |  |  |  |  | ----- | ---- |
| 2003 | Renault  | R23     | 7 | 3 | 3 | 6 | 2 | Rit | 5 | 4 | 4 | Rit | Rit | 4 | 1 | 8 | Rit | Rit |  |  |  |  |  |  |  |  | 55    | 6º   |

| 2004 | Scuderia | Vettura |   |   |   |   |   |     |   |     |     |   |    |   |   |     |     |   |   |   |  |  |  |  |  |  | Punti | Pos. |
| ---- | -------- | ------- | - | - | - | - | - | --- | - | --- | --- | - | -- | - | - | --- | --- | - | - | - |  |  |  |  |  |  | ----- | ---- |
| 2004 | Renault  | R24     | 3 | 7 | 6 | 4 | 4 | Rit | 5 | Rit | Rit | 2 | 10 | 3 | 3 | Rit | Rit | 4 | 5 | 4 |  |  |  |  |  |  | 59    | 4º   |

| 2005 | Scuderia | Vettura |   |   |   |   |   |   |   |     |    |   |   |   |    |   |   |   |   |   |   |  |  |  |  |  | Punti | Pos. |
| ---- | -------- | ------- | - | - | - | - | - | - | - | --- | -- | - | - | - | -- | - | - | - | - | - | - |  |  |  |  |  | ----- | ---- |
| 2005 | Renault  | R25     | 3 | 1 | 1 | 1 | 2 | 4 | 1 | Rit | NP | 1 | 2 | 1 | 11 | 2 | 2 | 2 | 3 | 3 | 1 |  |  |  |  |  | 133   | 1º   |

| 2006 | Scuderia | Vettura |   |   |   |   |   |   |   |   |   |   |   |   |     |   |     |   |   |   |  |  |  |  |  |  | Punti | Pos. |
| ---- | -------- | ------- | - | - | - | - | - | - | - | - | - | - | - | - | --- | - | --- | - | - | - |  |  |  |  |  |  | ----- | ---- |
| 2006 | Renault  | R26     | 1 | 2 | 1 | 2 | 2 | 1 | 1 | 1 | 1 | 5 | 2 | 5 | Rit | 2 | Rit | 2 | 1 | 2 |  |  |  |  |  |  | 134   | 1º   |

| 2007 | Scuderia | Vettura |   |   |   |   |   |   |   |   |   |   |   |   |   |   |     |   |   |  |  |  |  |  |  |  | Punti | Pos. |
| ---- | -------- | ------- | - | - | - | - | - | - | - | - | - | - | - | - | - | - | --- | - | - |  |  |  |  |  |  |  | ----- | ---- |
| 2007 | McLaren  | MP4-22  | 2 | 1 | 5 | 3 | 1 | 7 | 2 | 7 | 2 | 1 | 4 | 3 | 1 | 3 | Rit | 2 | 3 |  |  |  |  |  |  |  | 109   | 3º   |

| 2008 | Scuderia | Vettura |   |   |    |     |   |    |     |   |   |    |   |     |   |   |   |   |   |   |  |  |  |  |  |  | Punti | Pos. |
| ---- | -------- | ------- | - | - | -- | --- | - | -- | --- | - | - | -- | - | --- | - | - | - | - | - | - |  |  |  |  |  |  | ----- | ---- |
| 2008 | Renault  | R28     | 4 | 8 | 10 | Rit | 6 | 10 | Rit | 8 | 6 | 11 | 4 | Rit | 4 | 4 | 1 | 1 | 4 | 2 |  |  |  |  |  |  | 61    | 5º   |

| 2009 | Scuderia | Vettura |   |    |   |   |   |   |    |    |   |     |   |     |   |   |    |     |    |  |  |  |  |  |  |  | Punti | Pos. |
| ---- | -------- | ------- | - | -- | - | - | - | - | -- | -- | - | --- | - | --- | - | - | -- | --- | -- |  |  |  |  |  |  |  | ----- | ---- |
| 2009 | Renault  | R29     | 5 | 11 | 9 | 8 | 5 | 7 | 10 | 14 | 7 | Rit | 6 | Rit | 5 | 3 | 10 | Rit | 14 |  |  |  |  |  |  |  | 26    | 9º   |

| 2010 | Scuderia | Vettura |   |   |     |   |   |   |   |   |   |    |   |   |     |   |   |   |   |   |   |  |  |  |  |  | Punti | Pos. |
| ---- | -------- | ------- | - | - | --- | - | - | - | - | - | - | -- | - | - | --- | - | - | - | - | - | - |  |  |  |  |  | ----- | ---- |
| 2010 | Ferrari  | F10     | 1 | 4 | 13* | 4 | 2 | 6 | 8 | 3 | 8 | 14 | 1 | 2 | Rit | 1 | 1 | 3 | 1 | 3 | 7 |  |  |  |  |  | 252   | 2º   |

| 2011 | Scuderia | Vettura     |   |   |   |   |   |   |     |   |   |   |   |   |   |   |   |   |   |   |   |  |  |  |  |  | Punti | Pos. |
| ---- | -------- | ----------- | - | - | - | - | - | - | --- | - | - | - | - | - | - | - | - | - | - | - | - |  |  |  |  |  | ----- | ---- |
| 2011 | Ferrari  | 150º Italia | 4 | 6 | 7 | 3 | 5 | 2 | Rit | 2 | 1 | 2 | 3 | 4 | 3 | 4 | 2 | 5 | 3 | 2 | 4 |  |  |  |  |  | 257   | 4º   |

| 2012 | Scuderia | Vettura |   |   |   |   |   |   |   |   |   |   |   |     |   |   |     |   |   |   |   |   |  |  |  |  | Punti | Pos. |
| ---- | -------- | ------- | - | - | - | - | - | - | - | - | - | - | - | --- | - | - | --- | - | - | - | - | - |  |  |  |  | ----- | ---- |
| 2012 | Ferrari  | F2012   | 5 | 1 | 9 | 7 | 2 | 3 | 5 | 1 | 2 | 1 | 5 | Rit | 3 | 3 | Rit | 3 | 2 | 2 | 3 | 2 |  |  |  |  | 278   | 2º   |

| 2013 | Scuderia | Vettura |   |     |   |   |   |   |   |   |   |   |   |   |   |   |   |    |   |   |   |  |  |  |  |  | Punti | Pos. |
| ---- | -------- | ------- | - | --- | - | - | - | - | - | - | - | - | - | - | - | - | - | -- | - | - | - |  |  |  |  |  | ----- | ---- |
| 2013 | Ferrari  | F138    | 2 | Rit | 1 | 8 | 1 | 7 | 2 | 3 | 4 | 5 | 2 | 2 | 2 | 6 | 4 | 11 | 5 | 5 | 3 |  |  |  |  |  | 242   | 2º   |

| 2014 | Scuderia | Vettura |   |   |   |   |   |   |   |   |   |   |   |   |     |   |     |   |   |   |   |  |  |  |  |  | Punti | Pos. |
| ---- | -------- | ------- | - | - | - | - | - | - | - | - | - | - | - | - | --- | - | --- | - | - | - | - |  |  |  |  |  | ----- | ---- |
| 2014 | Ferrari  | F14 T   | 4 | 4 | 9 | 3 | 6 | 4 | 6 | 5 | 6 | 5 | 2 | 7 | Rit | 4 | Rit | 6 | 6 | 6 | 9 |  |  |  |  |  | 161   | 6º   |

| 2015 | Scuderia | Vettura |     |     |    |    |     |     |     |     |    |   |    |     |     |    |    |    |     |    |    |  |  |  |  |  | Punti | Pos. |
| ---- | -------- | ------- | --- | --- | -- | -- | --- | --- | --- | --- | -- | - | -- | --- | --- | -- | -- | -- | --- | -- | -- |  |  |  |  |  | ----- | ---- |
| 2015 | McLaren  | MP4-30  | INF | Rit | 12 | 11 | Rit | Rit | Rit | Rit | 10 | 5 | 13 | 18* | Rit | 11 | 11 | 11 | Rit | 15 | 17 |  |  |  |  |  | 11    | 17º  |

| 2016 | Scuderia | Vettura |     |     |    |   |     |   |    |     |     |    |   |    |   |    |   |   |    |   |    |    |    |  |  |  | Punti | Pos. |
| ---- | -------- | ------- | --- | --- | -- | - | --- | - | -- | --- | --- | -- | - | -- | - | -- | - | - | -- | - | -- | -- | -- |  |  |  | ----- | ---- |
| 2016 | McLaren  | MP4-31  | Rit | INF | 12 | 6 | Rit | 5 | 11 | Rit | 18* | 13 | 7 | 12 | 7 | 14 | 7 | 7 | 16 | 5 | 13 | 10 | 10 |  |  |  | 54    | 10º  |

| 2017 | Scuderia | Vettura |     |     |     |    |    |  |     |   |     |     |   |     |     |     |    |    |     |    |   |   |  |  |  |  | Punti | Pos. |
| ---- | -------- | ------- | --- | --- | --- | -- | -- |  | --- | - | --- | --- | - | --- | --- | --- | -- | -- | --- | -- | - | - |  |  |  |  | ----- | ---- |
| 2017 | McLaren  | MCL32   | Rit | Rit | 14* | NP | 12 |  | 16* | 9 | Rit | Rit | 6 | Rit | 17* | Rit | 11 | 11 | Rit | 10 | 8 | 9 |  |  |  |  | 17    | 15º  |

| 2018 | Scuderia | Vettura |   |   |   |   |   |     |     |     |   |   |     |   |     |     |   |    |    |     |     |    |    |  |  |  | Punti | Pos. |
| ---- | -------- | ------- | - | - | - | - | - | --- | --- | --- | - | - | --- | - | --- | --- | - | -- | -- | --- | --- | -- | -- |  |  |  | ----- | ---- |
| 2018 | McLaren  | MCL33   | 5 | 7 | 7 | 7 | 8 | Rit | Rit | 16* | 8 | 8 | 16* | 8 | Rit | Rit | 7 | 14 | 14 | Rit | Rit | 17 | 11 |  |  |  | 50    | 11º  |

| 2021 | Scuderia | Vettura |     |    |   |    |    |   |   |   |    |   |   |    |   |   |   |    |     |   |   |   |    |   |  |  | Punti | Pos. |
| ---- | -------- | ------- | --- | -- | - | -- | -- | - | - | - | -- | - | - | -- | - | - | - | -- | --- | - | - | - | -- | - |  |  | ----- | ---- |
| 2021 | Alpine   | A521    | Rit | 10 | 8 | 17 | 13 | 6 | 8 | 9 | 10 | 7 | 4 | 11 | 6 | 8 | 6 | 16 | Rit | 9 | 9 | 3 | 13 | 8 |  |  | 81    | 10º  |

| 2022 | Scuderia | Vettura |   |     |    |     |    |   |   |   |   |   |    |   |   |   |   |     |     |   |   |     |   |     |  |  | Punti | Pos. |
| ---- | -------- | ------- | - | --- | -- | --- | -- | - | - | - | - | - | -- | - | - | - | - | --- | --- | - | - | --- | - | --- |  |  | ----- | ---- |
| 2022 | Alpine   | A522    | 9 | Rit | 17 | Rit | 11 | 9 | 7 | 7 | 9 | 5 | 10 | 6 | 8 | 5 | 6 | Rit | Rit | 7 | 7 | 19* | 5 | Rit |  |  | 81    | 9º   |

| 2023 | Scuderia     | Vettura |   |   |   |    |   |   |   |   |   |   |   |   |   |   |    |   |    |     |     |   |   |   |  |  | Punti | Pos. |
| ---- | ------------ | ------- | - | - | - | -- | - | - | - | - | - | - | - | - | - | - | -- | - | -- | --- | --- | - | - | - |  |  | ----- | ---- |
| 2023 | Aston Martin | AMR23   | 3 | 3 | 3 | 46 | 3 | 2 | 7 | 2 | 5 | 7 | 9 | 5 | 2 | 9 | 15 | 8 | 68 | Rit | Rit | 3 | 9 | 7 |  |  | 206   | 4º   |

| 2024 | Scuderia     | Vettura |   |   |   |   |   |   |    |    |   |    |    |   |    |   |    |    |   |   |    |     |    |    |   |   | Punti | Pos. |
| ---- | ------------ | ------- | - | - | - | - | - | - | -- | -- | - | -- | -- | - | -- | - | -- | -- | - | - | -- | --- | -- | -- | - | - | ----- | ---- |
| 2024 | Aston Martin | AMR24   | 9 | 5 | 8 | 6 | 7 | 9 | 19 | 11 | 6 | 12 | 18 | 8 | 11 | 8 | 10 | 11 | 6 | 8 | 13 | Rit | 14 | 11 | 7 | 9 | 70    | 9º   |

| 2025 | Scuderia     | Vettura |     |     |    |    |    |    |    |     |   |   |   |   |    |   |  |  |  |  |  |  |  |  |  |  | Punti | Pos. |
| ---- | ------------ | ------- | --- | --- | -- | -- | -- | -- | -- | --- | - | - | - | - | -- | - |  |  |  |  |  |  |  |  |  |  | ----- | ---- |
| 2025 | Aston Martin | AMR25   | Rit | Rit | 11 | 15 | 11 | 15 | 11 | Rit | 9 | 7 | 7 | 9 | 17 | 5 |  |  |  |  |  |  |  |  |  |  | 26    |      |

| Legenda | 1º posto     | 2º posto | 3º posto    | A punti         | Senza punti/Non class.  | Grassetto – Pole position Corsivo – Giro più veloce Apice – Risultato Sprint (A punti) |
| Legenda | Squalificato | Ritirato | Non partito | Non qualificato | Solo prove/Terzo pilota | Grassetto – Pole position Corsivo – Giro più veloce Apice – Risultato Sprint (A punti) |

* Non ha terminato, ma è stato classificato in quanto aveva completato più del 90% della distanza di gara.

## Vita privata
È stato sposato dal 17 novembre 2006 al 20 dicembre 2011 con Raquel del Rosario, cantante del gruppo pop El Sueño de Morfeo.
Fernando Alonso è ateo: nel 2010, in un'intervista rilasciata al Corriere della Sera, dichiarò di non aver mai cercato il rapporto con Dio e di non credere nel destino.
È un amante delle carte da gioco, ma anche dei trucchi che con esse si possono svolgere. Segue molti sport, come il ciclismo, il calcio (è un tifoso del Real Madrid) e il tennis.
Alonso è alto 174 cm, e parla in modo fluente inglese, francese, italiano e spagnolo.
Ha avuto una relazione con la presentatrice televisiva austriaca Andrea Schlager tra il 2022 e aprile 2023.

## Nei media
Nel 2011 prestò la sua voce a uno dei personaggi nella versione spagnola del film d'animazione Cars 2, della Pixar Animation Studios. La cantante italiana Francesca Michielin gli ha dedicato la canzone Alonso, contenuta nell'album 2640. Appare nella prima stagione della serie tv Netflix Formula 1: Drive to Survive. Nel 2020 esce su Prime Video la prima stagione della serie Fernando, che riassume la sua vita e la sua carriera.